# RCCカープナイター

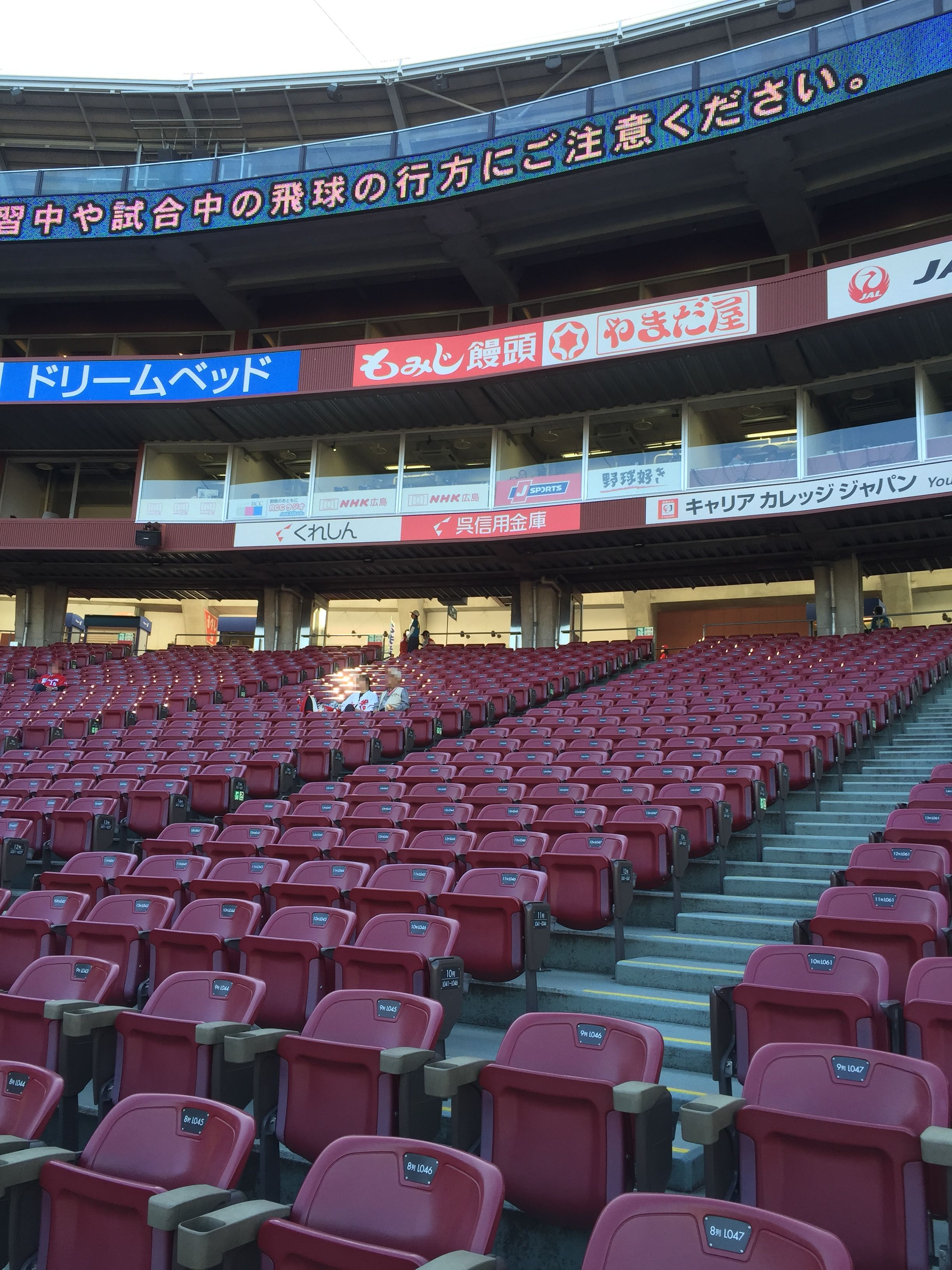
マツダスタジアムのRCCラジオアナウンスブース(左端。2015年撮影)

『Veryカープ! RCCカープナイター』（ベリーカープ アールシーシーカープナイター）は、中国放送（RCCラジオ）が放送している広島東洋カープのプロ野球ナイトゲーム中継番組である。

## 概要
RCCがラジオ単営局（ラジオ中国）として開局した翌日（1952年10月2日）に広島県営球場で組まれていたカープ対大洋ホエールズ戦（ダブルヘッダーの第1試合）から中継を開始。日本国内でテレビの本放送が始まっていなかったことや、カープが「特定の企業からの出資に依存しない独立採算制の市民球団」として運営されていることを背景に、「全試合、全放送（カープ主催の公式戦を全試合中継する）」というキャッチフレーズを掲げていた。
後述する事情から「全試合、全放送」が途絶えた時期もあったが、RCCがJRNとNRN（いずれも1965年5月に発足したラジオネットワーク）へ加盟したことを機に、クロスネットの特性を生かしながら「全試合、全放送」体制を改めて構築。原則として試合が終了するまでの「完全中継」で、中継のオープニングとエンディングには、ヨハン・シュトラウス1世作曲の『ラデツキー行進曲』を流している。
ラジオ中継では『RCCビバナイター』（アールシーシービバナイター）というタイトルを長年使用してきたが、1994年時点では、『RCC〇曜ナイター』の、1995年度は『RCCパワーアップナイター』のタイトルで放送された（デーゲームは『RCCプロ野球実況中継』のタイトル）。
1996年度から現行の『RCCカープナイター』に改称。その一方で、2008年度からは、テレビ放送部門（RCCテレビ）のカープ戦中継と共通のキャッチフレーズをタイトルに組み込んでいる。ちなみに、同年度から2015年度までは、『赤ヘルだいすき! RCCカープナイター』（あかヘルだいすき! アールシーシーカープナイター）というタイトルを使用。カープが「常勝魂」（じょうしょうだましい）というチームスローガンを掲げていた2015年度のみ、「常聴魂」（じょうちょうだましい）というフレーズも中継の公式サイトやCMで併用していた。RCCテレビと共通のキャッチフレーズが『Veryカープ!』（ベリーカープ!）に変更された2016年度からは、カープのナイトゲーム中継を『Veryカープ! RCCカープナイター』、カープのデーゲーム中継を『Veryカープ! RCCカープデーゲーム中継』（ベリーカープ! アールシーシーカープデーゲームちゅうけい）に改称。

## 歴史
ラジオ中継の開始当初は、新卒扱いで採用したばかりの男性アナウンサー（山中善和など3名）を坂本荘（ラジオ東京から招いたNHK出身のスポーツアナウンサー）からの指導によって実況要員へ急遽仕立てただけに過ぎず、放送席や放送用回線の確保もままならなかった。さらに、RCCの労働組合がカープ戦の開催日に社内で敢行したストライキに中継スタッフの組合員が同調したことによって、「全試合、全放送」のキャッチフレーズは有名無実と化してしまった。もっとも、ストライキによる中継の放送中止に対してリスナーから抗議が殺到するほど、中継自体は当初から高い人気を得ていた。
RCCが公式戦のラジオ中継を始めた頃のカープは、現在のマツダ（1968年以降の筆頭株主）に相当する企業からの出資を受けておらず、「カープ後援会」という任意団体に辛うじて支えられていた。このようなカープにとって、RCCでのスポンサー付きラジオ中継からもたらされる放送権収入は、主催試合での入場料収入と並んで大きな財源になっていた。
RCCは1959年4月1日からテレビ放送事業との兼営体制へ本格的に移行したものの、「ラジオ中国」時代の事業を引き継いだラジオ放送部門（RCCラジオ）では、カープ戦中継の自社（広島ローカル）向け放送を1963年頃まで数年にわたって見合わせた。テレビ放送が既に普及していたアメリカ合衆国において、メジャーリーグで経営基盤の安定しない球団が主催試合のテレビ中継を本拠地の地元局に放送させていなかった（本拠地以外のエリアの局に向けた裏送り方式のネットに限って認めていた）事例を知ったカープの球団幹部が、「RCCがラジオ中継を続ければ、主催する試合への入場者が減りかねない」との理由で中継の見合わせ（いわゆる「ブラックアウト」）を申し入れていたことによる。これに対して、RCCラジオでは対戦球団の地元ラジオ局への裏送り限定で中継の制作を続けながら、カープ戦のハイライト番組を自社向けに制作。その番組に一括契約のスポンサーを付けてプロ野球シーズン中の深夜帯に30分間放送したほか、専属契約を結んでいた野球解説者を翌朝放送のミニ番組（『カープ朝刊』という5分番組）へ出演させていた。
このようなカープ関連番組の放送や、自社向け放送における裏送り中継用音源の使用に対しても、球団の幹部はギャランティ（料金）の支払いをRCCに請求した。そこでRCCは、ラジオ業界としては前代未聞の「ブラックアウト」を少しでも食い止めるべく、日本短波放送（現在のラジオNIKKEI）から広島戦の実況音源をギャランティより安い料金で調達するようになった。日本短波放送（NSB）では1962年まで『プロ野球ナイトゲーム中継』をレギュラーで編成していたが、当時はJRN（幹事局はラジオ東京から改称したTBS）もNRN（幹事局はニッポン放送と文化放送）も発足していなかったため、中波（AM）専門のラジオ局だったRCCにも短波放送専門局のNSBから音源を調達できる余地があり、一部のビジターゲームもNSBの制作で放送することもあった。
カープが球団創立26年目で初めてのセントラル・リーグ優勝を決めた1975年10月15日の対読売ジャイアンツ（巨人）戦（後楽園球場）では、広島県内のテレビ・ラジオ局で唯一、当番組で広島ローカル向けの中継を放送した。RCCでは当初テレビでも自社制作による録画中継も計画していて、この年の6月に東京支社の次長兼報道部長へ異動したばかりの山中が、テレビとの兼営局だったTBSや後楽園球場での巨人戦の放送権を独占していた日本テレビ放送網（いずれも当時）への折衝に当たっていた。一時はTBSとTBS映画社（現在のTBSスパークル）の技術協力による録画中継を越智正典（日本テレビを代表するスポーツアナウンサーで、当時は運動部長を兼務）が容認したものの、讀賣新聞社（ジャイアンツ・日本テレビの親会社）の事業部の幹部が却下したため、RCCはラジオ単独での生中継を余儀なくされた。もっとも、当番組で上野隆紘（当時はRCCのスポーツアナウンサー）と金山次郎（当時はRCCの解説者）がカープ初優勝決定の瞬間を伝えた実況の同録音源は、他局を含めてカープの歴史を振り返る番組や企画で繰り返し使用されている。
中継のタイトルに『Veryカープ!』を入れ始めた2016年度からは、「カープの大ファン」を自認している小林克也（広島県出身のDJ）の声を、タイトルコールとCM明けのジングル音源に使用している。ただし、2017年度のジングルについては、小野早稀（RCCテレビで放送していた『けものフレンズ』でアライグマ役を演じた声優）が声を吹き込んだ音源を7月7日から併用していた。

## 基本放送時間
火曜 - 金曜 17:57 - 21:00
- 土曜・日曜・月曜にカープ戦がある場合は試合時間に応じて放送する。
  - 火曜日 - 金曜日はナイター中止時の場合およびカープ戦がデーゲームの場合、原則としてNRNラインのナイターを予備カードとして、全試合中止および非開催時はネットワークの割り振りに応じた全国ネット番組（『ナイタースペシャル・野球がなければ、ラジオじゃない!&サウンドコレクション』[5]）を補充放送する。ただし、聴取率調査期間に上記に該当する場合や、元からカープ戦を含む全試合の予定が組まれてない日は、自社制作の音楽・バラエティ番組を特別番組として放送する場合がある他、サッカーJリーグ・サンフレッチェ広島のホームゲームを放送した年もあり、2018年からはSTVラジオが『MUSIC★J』[6]のスペシャルを編成した日にはこれを同時ネットする場合がある（そうでない場合でも後者の方式をとることもある）。
  - 土曜・日曜・月曜日の雨天中止時の補充はなく、カープ戦中止の場合は原則として定時番組を放送するが、日曜（ナイターオフ期は土曜）18・19時台の『中四国ライブネット』については2013年までRCC自社制作の場合（予定通り野球中継が行われた場合は他7局に裏送り）に限り雨傘番組として編成され、RCC以外の局が制作した週は雨傘番組も別番組（18時台は『アーティストBOX』、19時台は『ベストミュージックコレクション・ジャパン』）に差し替えていたが、2014年から、RCC制作時以外でも『中四国ライブネット』が雨傘番組として組み込まれるようになった。2020年現在はナイター中継に重なる日の『中四国ライブネット』がRCC制作の場合、別途広島県域向けに『ショコラジ』を放送している13・14時台に同じ内容の特番を放送するケースもある。
    - 土・日曜に21:00よりも早く終了した時は、時間調整としてNRN全国ネットのメインカードやJRNのラインネット番組に飛び乗る場合がある。
    - 土・日曜は2009年まで、月曜は1980年代まで（時期不明）[7][注 5] JRNナイターのレギュラー編成を組んでいたため、カープ戦以外の試合も放送されていた。
    - 2024年4月からRCCではTBSラジオ制作の『ジェーン・スー 生活は踊る』を月曜 - 木曜12:00 - 14:00の時間帯でネットを開始しているが、祝日のデーゲーム試合開始が14:00より早い場合の対応は未定。なお、2024年5月3日のデーゲーム中継に際しては、TBSラジオ制作のJRN全国ネット番組『三井ダイレクト損保 presents 強くてやさしい金曜日』を12:20 - 12:30（試合開始よりも前の時間帯）に放送時間を変更して対応する。

### 前座番組
- 前座番組を17:46 - 17:57で放送する。番組名は年度により異なり、2019年からは『カープナイター直前ライブ!カーチカチ!』[8][9]として放送。
  - 2016年度までは17:47 - 17:57での放送。2017 - 2018年度は小林克也ナレーションによるミニ番組[10]放送のため5分短く、17:46 - 17:51になっていた。
  - プロ野球開幕日は『まもなく開幕!バリバリVeryカープ!』[11][12]に、日本シリーズに出場した場合は『Veryカープ! 目指せ日本一!日本シリーズまもなくプレイボール!』に改題。
- 2020年以降は試合開始時刻が繰り上がるケースがあり、その場合は16分繰り上げて17:30 - 17:45で設定。番組内で『ネットワークトゥデイ』のCMを消化しながら進行する。

### クッション番組
- 定時までに中継が終了した場合、21:50までクッション番組を放送する。番組名は年度により異なり、2023年度から、火曜日は『Veryカープ! 中田廉の今夜もパンプアップ』[13]、水曜日～金曜日は『夕刊Genadey おそばん』[14]として放送。
  - 「カーチカチ」ならびに「中田廉の今夜もパンプアップ」「Genadeyおそばん」はいずれも（基本的に）、火曜が中田廉・水曜～金曜がRCCの石橋真、一柳信行、伊東平、寺内優、小宅世人、唐澤恋花が持ち回りでスタジオ進行と提供クレジット読みを担当する[15]。
  - 上記の前番組・試合後フィラーは定時ナイター枠ではない月・土・日曜は基本的にナイターの試合有無に関係なく放送しないが、ナイター終了後の時間枠によっては調整のため番組名なしでRCCのスタジオから試合結果・他球場の経過や音楽などを短時間(5 - 30分)放送することがある[16]。
  - 土曜ナイターの場合は21時台に30分以上時間が余った場合[17]、『明日へのエール〜ことばにのせて〜（土曜ナイター振替）』（土曜・TBSラジオ制作）は、翌日（日曜）16:00 - 16:45放送（16時台の編成により『ショコラジ』を短縮して14:00 - 14:45の場合もあり）[18]となる。この場合、日曜16時台に放送される一部番組は放送休止となる。
- 22:00（月曜は21:00）以後カープの試合が続いている場合は試合終了まで放送し、『荻上チキ Session-22』（火曜 - 木曜、TBSラジオ制作、22:00以降まで伸びた場合）が途中飛び乗り[19]、自社制作の『ヨルノバ』（月曜）『Canvas 〜キャンバス〜』（金曜・2020年3月まで）・『ザ☆横山雄二ショー』（土曜）などが短縮となる。なお、全編収録の『ザ☆横山雄二ショー』に関しては延長時間が22時を超えた場合、本放送となる22時からの放送は中止となり、土曜27・28時台（日曜3・4時台）などの別の放送時間で同番組の再放送枠[20]を設けて振り替え対応を取る。
  - クッション番組を置かないため、提供クレジットを流した後はステブレレスで接続する。
    - ナイターオフ期間にナイター中継が放送された場合には、放送終了が22:00を超えた場合でもスポンサーの関係上『みんなの音楽室』を放送してから通常編成に復帰する。
- 『RCCカープデーゲーム中継』の場合、試合開始時間がそのまま番組の開始時間となる。そのためオープニングはなく、協賛スポンサーの読み上げは1回表の先頭打者の打席の直後に行われる（RCC単独放送でない場合は、提供読みが実況にかぶさることになる）。
  - この場合はワイド番組（平日が祝日と重なる場合は「おひるーな」（12:00 - 14:55）と「バリシャキNOW」（15:00 - 17:00）、土曜日は「ふくふくサタデー」（13:00 - 14:55）と「競馬中継」（15:00 - 16:00）と「シェアミュージック」（16:00 - 16:30）と「Good Sound Music」（16:30 - 16:55）と「中国新聞ニュース」（16:55 - 17:00）、日曜日は「ショコラジ」（13:00 - 14:55）と「競馬中継」（15:00 - 16:00）と「シェアミュージック」（16:00 - 16:30）と「Five S」（16:30 - 16:45）と「健やかインフォメーション」（16:45 - 17:00）を短縮又は休止の形をとる。なお土曜日・日曜日についてはデーゲーム・ナイターとも協賛スポンサーが付く関係で、野球が中止や予定終了時刻より早く終わった場合は「RCCカープデーゲーム中継」のスタジオバージョン扱いとして放送が行われる。ただし、「競馬中継」がデーゲーム中継で休止となった場合は、スポンサー契約の観点から、野球中継のイニング間、または試合終了後にRCCのスタジオから「競馬結果速報」として、レースの払戻金と着順のアナウンスのみを行う。
- そのほか、以下のようにカープ関連番組をいくつか編成している。
  - 月曜日＝『それ聴け!Veryカープ!』（17:52 - 19:00）
  - 『Veryカープ!ハイライト』（火曜～金曜 6:36～6:38）[注 6] - 前日のカープ戦のハイライト音源とカープにまつわるニュースをコンパクトに伝える。パーソナリティは前日に放送されたクッション番組のパーソナリティが担当する[21]。

## ネットワーク
JRNナイター廃止まで原則として月・火曜はJRN、水～金曜はNRNラインを取る（ただし月曜は全国放送体制ではないため、JRN系列局への個別ネット扱い）。土・日曜は従来はJRNラインを取っていたが、2010年以降土・日曜のJRNナイター全国中継が中止されたため、当初はデーゲームと同様、ローカル番組扱いの単独放送（速報チャイムはJRNのものの使用が多かった）と、JRN系列局（HBC・CBC・RKB）への個別ネット（場合によってはLF-MBSライン予備兼用）と、NRNラインの本番・予備カード扱い（主に対巨人・ヤクルト・DeNA・阪神戦。特例でTBSが放送する場合は乗り込み自社制作）とを適宜に使い分けていた。2015年からは機材運用の簡便化のため、デーゲームは原則としてJRN系列局への個別ネット（巨人対中日戦の裏開催カードやビジター側JRN系列局の乗り込み時は例外あり）、ナイターはNRNラインの本番・予備カード扱い（JRN系列局向けは裏送り。場合によってはLF-MBSライン裏送りとの三重制作も実施）で固定しており、オールスターゲームにおいてJRNが臨時で全国放送を行った場合もそれに従って運用されていたが、広島出場時のクライマックスシリーズや日本シリーズについてはナイターオフ扱いのため、JRN・NRN両系列各局の制作・編成状況に合わせて柔軟に対応していた。
なお、RCC制作時の土・日曜は、NRNナイター本番カード時（レギュラー放送を廃止した日曜や、QRの聴取率調査期間の土曜日に結果的に単独放送となった場合も含む）、雨天予備カード時（対ヤクルト・DeNA・阪神戦を中心とした自社単独放送時を含む）、デーゲームにおけるNRN系列局への個別ネット時にはNRNの速報チャイムを使用したが、NRN系列局向けを裏送りとして、JRN系列局個別ネット分を自社本番とした際（2015年以降はデーゲームのみ）や、JRN・NRNクロスネットのTBCへの対楽天戦のネット時はJRNの速報チャイムを使用していた。ナイターオフ編成時の自社制作かつ単独放送時、ホームゲームはJRNのチャイムを使うことが多かったが、ビジターゲームの乗り込みではその時々により異なった。
月曜のRCC制作単独放送時は、JRNの速報チャイムを使用することが多かったが、稀にNRNのチャイムを使用することがあった。
広島主催試合の自社制作デーゲームについては、2010年以前はナイター中継に合わせて曜日ごとに使い分けていたが、一時期NRNがチャイム使用を自粛した2011年以降は、NRN系列のビジター地元局（主に対中日戦のSF）へのネットがない場合の水 - 金曜でもJRNの速報チャイムを使用していた。
ナイターオフ編成で放送される開幕カードとシーズン終盤については、曜日ごとのネットワークの縛りが緩いため、火曜のNRN扱いや、水～金曜や在京局制作土・日曜ナイターのJRN扱いが発生する場合があった。
JRN・NRN共に広島が関与するビジターゲーム、デーゲーム・移動日・雨天中止時に日本シリーズ等広島が関与しない試合の全国ネット中継や、試合開催がない時のJRN・NRN番組を受ける際には、JRN・NRN両ネットワーク回線で配信される中継はモノラル放送となるため、本番組においては、通常の裏送り中継と同様に別の素材回線を使用してステレオ放送による中継をネット受けし、AMステレオ放送（過去）やradiko・ワイドFM放送でのステレオ音声での聴取を可能としていたが、2019年12月からラインネット番組のステレオ放送が全番組に拡大された。
2017年を最後に、TBSラジオがプロ野球中継からの撤退を決めた一方、RCCでは、2017年の聴取率が資料の残る2005年以降では最高の4.6％で、Radikoでの県内外での聴取実績も過去最高となり、平日ナイターのCM枠が24年ぶりに完売するなど営業成績も良かったため、2018年以降も、ニッポン放送/NRNからのネットを増やすことで全試合中継体制を継続する方向としている。そして、STVラジオが2020年、九州朝日放送が2022年を最後に地元球団の全試合中継を断念したため、RCCは2023年時点で唯一特定球団の全試合を中継する体制を維持している局となっている。

### 制作担当局(2023年以降)
※3月下旬および10月以降のナイターオフ編成期間や、ポストシーズンの試合の中継は、必ずしも下表の通りとはならないことがある。
| 主催球団／曜日     | ナイトゲーム | ナイトゲーム | ナイトゲーム | ナイトゲーム | デーゲーム |
| 主催球団／曜日     | 月           | 火・水・木   | 金           | 土・日       | デーゲーム |
| ------------------ | ------------ | ------------ | ------------ | ------------ | ---------- |
| 基本系列           | NRN          | NRN          | NRN          | NRN          | JRN（NRN） |
| 日本ハム           | STV          | STV          | STV          | STV          | HBC        |
| 楽天               | TBC          | TBC          | TBC          | TBC          | TBC        |
| 巨人・DeNA・ロッテ | LF           | LF           | LF           | QR           | RF         |
| ヤクルト           | LF           | LF           | LF           | QR           | LF         |
| 西武               | LF           | LF           | LF           | QR           | QR         |
| 中日               | SF           | SF           | SF           | SF           | CBC（SF）  |
| 阪神・オリックス   | ABC          | MBS/ABC      | ABC          | ABC          | ABC        |
| 広島               | RCC          | RCC          | RCC          | RCC          | RCC        |
| ソフトバンク       | KBC          | KBC          | KBC          | KBC          | RKB        |

1. ↑  通常、他地域へのネットはJRN系列局との局間ネットを優先するが、ビジター側のJRN系列局（主にCBC・RKB）が自社乗り込みを実施した場合や、東海ラジオが裏開催の「巨人対中日戦」を放送できない、あるいは中日戦が非開催の日に「ガッツナイタースペシャル」で広島の関わるデーゲームをネットし、かつ当該カードを他のJRN単独局（HBCを含む）がネットしない場合はNRN扱いとする場合がある。この場合、阪神やオリックスと対戦する場合のABC（主催球団を問わず）も、SFに合わせてNRN扱いとする。また自社単独放送時（主に対関東圏本拠球団および対オリックス戦やHBCが自社制作した場合の対日本ハム戦）は事実上JRN・NRN共用音源となるが、速報チャイムは2017年までJRNのものを使用することが多かった（2018年からはNRNのものを使用）。
2. 1 2  STVとKBCがデーゲームの中継を縮小・休止しているため、広島主催分はHBC・RKB向け音源が事実上JRN・NRN共用の報道素材扱いとなる。
3. ↑  火曜ナイターについては、TBCがJRN各局・RF・QRとのネットを優先するため、楽天主催のNRN向けは裏送り分（対広島戦はRCCからの委託扱い）が配信される。広島主催時はRCC単独（NRN予備扱い）で放送し、TBCはJRN各局・RF・QR制作の他カードを放送するか、自社制作の特別番組を放送する。楽天と広島が対戦する土・日曜ナイター（主催球団問わず）がNRN本番となり、かつ唯一の開催となった場合、土曜はLF-MBSラインとNRNライン共用として、前者はLFに、後者はKRYに配信する変則ネットとなることも想定される（最初の実例は2024年6月1日の楽天対ヤクルト戦）。
4. ↑  DeNA主催は2022年までTBSが裏送りまたは技術協力を行っていた。2023年以降、TBSはRCCの自社乗り込み時（開幕カードなど）の技術協力のみ継続し、裏送りはRFに委託している。なお、競馬中継などによるRFの要員不足時はLFまたはQRへの委託も想定されるが、2024年5月までの時点では実績がない（ABCの土・日曜デーゲームは、自社製作ができない場合巨人主催はRFに、ヤクルト・DeNA・西武・ロッテ主催はQRに委託）。
5. ↑  JRNはヤクルト主催試合の放送はできない（日本シリーズおよび本拠地球場開催のオールスターゲームを除く。ヤクルトのビジターゲームは放送可能）が、「ヤクルト対広島戦」に限りJRNネット該当日であってもNRN扱いでLF、もしくはQRからの裏送りや技術協力を受けて放送される。
6. ↑  CBCがヤクルト主催試合の放送ができない関係で、SFでの放送を制限している巨人主催中日戦の開催における裏カードの広島主催試合をSFにネットすることがある。また対中日戦でもCBCがRCCの技術協力による乗り込み自社制作を行った場合はSFとの局間ネットに切り替えることがある。
7. ↑  阪神・オリックス主催の広島戦に限り曜日およびネットワークに関係なくABCからネット（または裏送り）を受ける。広島主催の阪神戦は、NRN担当局が自社制作を行う場合、非NRN担当局（火 - 木曜のABCと月・金曜のMBS）が本番カード限定でラインをNRNに切り替えてRCCとネットを組む。

### 巨人・ヤクルト・DeNA・西武・ロッテ戦
- ニッポン放送（LF：NRN、『ニッポン放送ショウアップナイター』）
- ラジオ日本（RF：JRN[25]、『ラジオ日本ジャイアンツナイター』）
- 文化放送（QR：NRN、『文化放送ホームランナイター』）
- TBSラジオ（JRN、『TBSラジオ エキサイトベースボール』

#### TBSラジオ・ラジオ日本との関係
TBSは日・月・火・土にネット関係を結んでいたが、2010年からTBSが土・日曜の野球中継を原則中止したため、土・日のTBSからの配信はデーゲーム全般ならびにNRNが屋内球場の試合を本番とし、かつQRが正式に裏送り体制を取らなかった場合のナイターのみとなった。水～金でTBSが広島主催試合を放送する場合はRCCからの裏送りとなる。逆にTBS発の場合は火曜日に局間ネットになる可能性がある他は全て裏送りとなる。なお、土・日曜デーゲームと月曜のビジターゲームについては、他地域からのネット時と異なり、ヤクルト主催を除きNRNキー局（LF＝月曜の巨人、DeNA主催と土・日曜の在京球団主催デーゲームの特例放送、QR＝月曜の西武、ロッテ主催ナイターと土・日曜の在京球団主催デーゲームの特例放送）の放送予定有無にかかわらず、TBSがRCCへの裏送り（またはTBS協力の自社制作）を行っている（土・日曜ナイターについては後述）。

ナイターオフ編成期間中は、開幕カードの巨人、DeNA主催試合はデーゲーム・ナイターにかかわらずTBSからのネットおよび裏送りを優先するが、TBSが放送せず、かつLFが放送する場合は、年度によりLFからネット受けする場合がある。一方消化試合については、ヤクルト主催は原則として曜日を問わずLFからのネット受けとなるが、巨人・DeNA主催については年度により対応が異なっており、1995年（平成7年）までは巨人主催ゲームでナイターオフ編成時の消化試合に限り、TBSに代わってラジオ日本からネット受けする場合があり、RCCからもリポーターが派遣された。
また、ラジオネットワークの発足直後の頃までは、ラジオ関東（当時）とRCCでの恒常的な局間ネットが行われ、東京在住だったRCC解説者の金山次郎がRF発のRCC向け裏送り中継に出演した例があった。JRN発足以後も試合によってはラジオ関東がRCCに制作を委託する形でアナウンサー・解説者のいずれかまたは両方を出演させる場合があった。この関係は、JRN提携直前の1970年代後半には技術協力のみへと縮小されていった。
その後1978年（昭和53年）にラジオ関東が巨人主催試合の独占放送権を得てから、RCCは対抗処置として広島カープの主催試合優先権を締結したことによりRF向けの裏送りを含めた放送ができなくなったが、のちにラジオ関東がTBSラジオに放送権を販売する形でJRN向けの中継が再開されるようになり、これを機にラジオ関東ジャイアンツナイターとそのフルネットを受けている岐阜放送ラジオ（ぎふチャン、『ダイナミックナイター』）およびラジオ関西（CR→AM KOBE→CRK、『ジャイアンツナイター』）向けのJRN扱いの中継を技術協力またはRCC制作でRF-GBS-CRKネット向けの裏送りとして放送した試合が多数ある。この時、RCCの解説者・アナウンサーのどちらか一方か（もう一方はRFまたはCRからの派遣）、あるいは両方が実況に参加したものもあった（この場合は試合日により＜特に「広島対巨人」戦である場合に＞事実上の三重制作という形になる）。
東京ドームの巨人主催試合（1990年8月10日の『巨人対中日』）が新幹線の不通で中日の選手が移動不能で中止となった際には、RFから急遽要請を受け、裏カードの「広島対阪神」をRCCのアナウンサー（寺内優）とRFの解説者（高橋直樹）という体制で放送したことがあった。この日は当時巨人主催を放送できなかったNRNが本番としていた「ヤクルト対横浜大洋」（宇都宮清原球場・ニッポン放送制作）も雨天中止となった関係で、JRN・NRNも「広島対阪神」が本番に昇格したため、RCCとしては三重制作となった（金曜日のためRCCはNRN向けを自社で放送）。
ただ、2010年（平成22年）ごろからRFは巨人ビジターの試合、および巨人戦以外の試合の中継を大幅に削減しており、「広島対巨人」戦も2011年（平成23年）を最後に放送していなかった。しかし、上述のとおりRFとTBSラジオの業務提携再開に伴い、2016年度から巨人戦ビジターの大半（ヤクルト主催の全試合を含む一部の試合は除く）がJRNナイターとして放送されることになったので、RCC発の「広島対巨人戦」の中継（火曜日のみ本線、その他は裏送り出し）が実施されるようになった。
TBS『エキサイトベースボール』最晩年の2016年度からTBSとラジオ日本の提携が本格的に再開され、JRNナイター実施時にRCC、および各地系列局からのRFへのネット、また巨人主催のものをRFが制作してネット受けする試合が実施されている。具体的には広島対巨人戦において、RCC制作のJRN全国中継（火曜日はネット受け、水 - 金曜日は裏送り）を、TBSラジオだけでなくRFへもネットし、さらにはRF経由でラジオ関西（CRK）・ぎふチャン（GBS）にもネットする（GBSはCBCラジオが裏開催の中日戦を放送している場合に限る）。ただし、対戦相手が巨人以外の場合は、JRN全国中継になった場合も雨天予備カードの昇格時を除いてRF等へのネットは行われない。一方、RF発のRCCでのネット受けはJRNナイターだけでなく、TBS・LFが制作体制を取らず、かつ自社乗り込みができない場合のデーゲームでも個別に実施している（2016年は5月5日などが該当）。2018年4月13日～15日の巨人戦（東京ドーム）は、13日はLF、14日はQRのネット受けで放送したが、15日のデーゲームはRF制作協力による自社制作。解説を両チームOBの西山秀二が担当し、前日までリポートを務めた石橋が実況を担当。またベンチレポートはRFの矢田雄二郎が担当した。

#### ニッポン放送との関係
LFは水～金曜と2018年以降の月・火曜ナイターで局間ネットまたは裏送りを受けるほか（LF制作の裏送りの場合、相手チーム側のレポーターがLFから派遣されることが多く、その翌日もしくは翌々日の実況担当アナウンサーであることが多い）、土・日曜の広島主催試合自社制作時（主に巨人戦。時にMBSとの2局ネットとなることがある）には技術協力を行う。2017年までの月・火曜の広島主催試合はRCCからの裏送りとなったが、月曜に地元球団がある地域のJRN局のネット予定がない場合に限り、RCCの自社向けと局間ネットすることがあった。なお、LFの土日ナイターはMBSとの2局ネットとなるため、広島主催試合を本番もしくは予備カードとする場合はLF・MBSのどちらかが制作していたが、2010年以降JRN土日ナイターが廃止されたこともあり、RCCが裏送りすることもあった。さらに、後述のように文化放送もNRN土日ナイターを自社で放送しなくなったことを受け、2025年からは本番組にて土日に在京球団と対戦する広島主催ナイターを中継する場合に限り、LFの本番もしくは予備カードも兼ねることになり、RCC-NRN-LFの変則ネットが組まれるようになった（最初の事例は2025年7月26日の広島対巨人戦。他球場速報チャイムは、同様に変則ネットを行う際のTBC〈チャイムなし〉と異なりNRNのものを使用）。この場合、関西地区へのネットはNRNナイター参加局であるABCに優先権があるため、LFが本番組をネットする場合、阪神戦中止の場合のMBSはLF制作（JRN系列局への裏送り分を含む他の在京球団主催試合）や他のJRN加盟局制作する別カードもしくは雨傘番組へ差し替えとなる。なお、広島対阪神戦がABCのみが乗り込み自社制作する一方で、関東圏でのナイター開催がないなどの事情でRCC制作分がNRN本番カードに指定された場合に、MBSとの局間ネットへの振り替えと、RCC-NRN（SF・土曜のKRY）とLF（日曜は注目カード時のみ）-MBSの変則ネットが行われるかどうかは実例がないため未定。

ヤクルト主催試合 はNRNが中継権を独占しているため、土・日曜の神宮球場（年度によってはZOZOマリンも）でのナイターはLFでの放送予定有無にかかわらずQRから、月～金曜の全てと土・日曜のデーゲーム、それにQRが本番または屋内球場より上位の予備カードとしない場合の地方開催時の土・日曜ナイターとナイターオフ編成期間の試合はLFから裏送りを受ける（巨人戦がデーゲームまたは移動日で非開催の場合・ヤクルトが優勝争いしている時・一部年度での巨人主催ゲームの放送権料節約に伴う本数調整時等にはNRN本番カードとしてネット受けの場合もある）。火曜日の場合、雨天中止時の予備カードは本来のJRNラインの中継が組み込まれる。
RCCがJRN向けを自社本番カードとしていた2017年以前の火曜日については、NRN単独加盟のプロ野球本拠地所在局（STV・SF・KBC）と火曜NRN担当のMBSが地元球団の試合を優先し、加えてLFが関東ローカルでヤクルト主催ゲームやサッカー日本代表戦の中継を編成した場合、2010年以降はその他のNRN単独加盟局（LuckyFM・CRT・KBS・ROK）がプロ野球中継を編成していないため、RCCのNRNへの裏送り中継（主に広島対巨人戦）が全国中継本番カードとなった場合は、他カードの雨天中止や早終了がない場合は当然ネット局が全くないため、一応NRN回線で全国への配信はされるものの素材録音同然となっていた。一方、JRNの場合は後述のように巨人ビジター時にRF等へネットされるため、TBSのレーティング週等のローカル編成がRBCがプロ野球中継の編成を廃止した水 - 金曜日で、広島主催のJRN全国放送カードがRFへのネットのない巨人以外の在京球団戦、対阪神戦で在阪局が自社乗り込みし、かつRCCが自社で実況を配置した場合、RCC・TBCともLF-NRN向けを本線とする対楽天戦のいずれか3パターンと重なり、かつHBC・CBC・ABC/MBS・RKBが地元球団のカードを優先した場合でない限り、このような状況は発生しなかった。
土・日曜のJRNナイター撤退の影響で、「ヤクルト vs 広島」（LF発）が火～木曜日に、「広島 vs 巨人 / DeNA / 阪神」（RCC発）・「巨人/DeNA vs 広島」（金曜LF発・土～日曜QR発）・「阪神 vs 広島」（ABC発） のいずれかが金 - 日曜日にいずれもナイターで組まれた場合は、6日間連続で裏送り・自社制作分を含めて全てNRN扱いでのネットとなっていた（火曜日は予備カードの昇格時にJRNに切り替え。土・日曜日は予備補充なし）。

#### 文化放送との関係
文化放送は土・日曜のナイターでセ・リーグの試合を優先（『ホームランナイター』）する体制を長年続けてきたため、RCC発の裏送りはホームランナイターの前身の『一万ドルナイター』の時代から実施してきた。
1979年にヤクルト・大洋（→横浜→DeNA）主催がNRN独占になると、土・日曜にこの2球団の主催による対広島戦のネット受け（裏送りを含む）を行うようになり、文化放送制作の中継がRCCでも本格的に放送されるようになった。また、広島戦がデーゲームまたは非開催の時は、対巨人戦など他カードも任意にNRNに切り替えて放送することがあったが、こちらは文化放送からNRN本番を受ける年度と、朝日放送向けにニッポン放送が裏送りした中継のネットに加わる年度とがあった。
2002年に横浜球団の経営権がTBSに移ると、NRN独占でなくなった土・日曜の横浜主催試合が、対広島戦を含めてTBSラジオからのネットに戻り、ヤクルト主催も年度により神宮球場でのデーゲームを増やしたことも加わり、文化放送からのネット本数が一時減少した。
2010年からはヤクルト主催以外でも土・日曜のナイターの本番カード・裏送り共にネット受けを開始した（裏送りは日程の関係上2012年から）他、予備順位によってはRCCの実況アナウンサーと文化放送の解説者・ベンチリポートアナウンサーという形態となる場合がある（こちらは文化放送の日曜日が不定期放送となった2013年から）。また広島戦ビジターゲームをTBSラジオが特例で中継する場合でも、同カードが文化放送制作によりNRN本番（文化放送での放送がないNRN全国中継名目での裏送りを含む）としての設定がある場合は、文化放送からのネットを受ける。ただし、当該試合のNRN予備順位が屋内球場よりも下位で、かつQRが解説者を含めての予備待機ができない場合は、TBSラジオからの裏送り（ヤクルト戦のみはニッポン放送からのネット受けまたは裏送り）に振り替えることがあった。広島主催の土・日曜ナイターでJRN各局からのネット予定がなく、NRNの全国放送本番または雨天予備カードとなった場合、NRN向けを自社分として放送していたが、2015年からは土・日曜ナイターはすべてNRN扱いに固定している。
その他、文化放送が平日に『ライオンズナイター』で広島主催の西武戦を自社制作する場合にも技術協力を行ったが、JRNナイターが廃止された2018年はRCCが二重制作による裏送りを行った（リポーターは文化放送から派遣）。また2023年は文化放送が聴取率調査期間のため、6月16日（金曜）の裏送りで応援実況企画を行い、解説：佐々岡真司、実況：石橋真（広島攻撃中）・高橋将市（文化放送・西武攻撃中）、リポーター：石田充で放送した（予備カードはCBCラジオ制作で北海道放送にネットの中日対日本ハム戦を充当）。一方RCCの自社向け（NRN第5予備）は解説：山崎隆造、実況：伊東平、リポーター：小宅世人の陣容で放送した。
なお、2013年から文化放送は日曜日の自社でのナイター中継を原則編成せず、NRNナイターへは裏送りのみの参加となっているため、日曜日に関東で行われる広島のビジターゲームがNRN本番となった場合、事実上RCCのみの放送となるケースがあるが（2013年の日曜日NRNナイターは定時ネット局が存在せず、2012年まで7月以降の定時ネットを行っていたABCラジオも原則として阪神戦がある時のみ放送となる他、NRN系列局が地元チームの試合の場合のみ、文化放送は原則として日本シリーズのみを放送およびネットするのみである）、雨天などでの中断時には文化放送のアナウンサーが同局のスタジオから出演し、他球場などの情報を伝えるなど、一応のNRNナイターとしての体裁が保たれている。さらに2019年は土曜も文化放送の自社での放送を廃止したため、NRN本番となった場合は引き続きNRNナイターを土曜に編成している福井放送・山口放送との3局ネットに、2020年からは福井放送の撤退で山口放送との2局ネットとなる。ただし、ABCが夏の全国高等学校野球選手権大会の期間中に阪神戦がデーゲームとなり、かつ、関東圏の球場で広島戦がナイターとして組まれる場合はQR裏送りのままでRCC-ABC（『巨人 vs 中日』の裏カード時はSFも、土曜はこれにKRYも）の局間ネットとなる試合も一部ある。前述のように2025年からは広島主催の対在京球団戦限定で、本来土日NRNナイターに参加しないLFが局間ネット扱いで加わることもある。

#### 裏送りなどへの対応
- 巨人戦全国中継の放送権料削減や、対巨人戦以外の他球団主催カードの中継本数の契約履行などのため、JRNが横浜→DeNA・阪神・中日戦、NRNがヤクルト戦（2001年までは大洋→横浜戦も）を本番カードとし、「巨人 vs 広島」が予備カード扱いとなった場合でも、TBC・SFのように本番カード優先による未放送とせず、TBS（月・火曜）・LF（水～金曜）・QR（土・日曜）からRCCへ裏送りされ、LF発の場合は、2010年代以降裏送りへの登場頻度が少ない江本孟紀などが解説を担当することがある。この場合は当然ながらDeNA戦やヤクルト戦の裏送りと同様に、中継中にアナウンサーが「RCCカープナイター」「RCCプロ野球速報」等局名や番組名をコールする。
  - また、JRNのRFとの再提携直前の頃は、前述の放送権料削減事情に加え、広島主催の巨人戦でJRNナイターが廃止された週末の開催が多くなったことを考慮し、対巨人戦以外の広島主催ゲームがJRN本番カードとなる例も増加していたが、巨人戦中継の削減がJRNほどではないNRN向けを自社放送とする水・木・金曜開催だと自社向けがNRN予備のローカル放送で、裏送り分がJRN全国ネット扱いとなる現象も度々発生していた[34]。
- セ・パ交流戦における平日の「西武 vs 広島」のナイターについては、乗り込み自社制作を行わない場合、TBCやKBCの様にQRからの「ライオンズナイター」ネット受けとせず、TBS（火曜）LF（水～金曜）から裏送りを受けていた。2019年は当初LFからの裏送り予定が発表されたが、RCCが聴取率調査期間のため技術面でLFの、解説者派遣でQRの協力による乗り込み自社制作に変更された。

#### TBSの野球放送撤退後
TBSラジオが野球中継から撤退した2018年からは、ナイターでは火 - 金曜はニッポン放送、土・日曜は文化放送からのNRNネットに一本化され、任意ネット扱いの月曜もNRN系列局とのネット（在京2局は通常番組を優先するため、巨人主催を含めても裏送りとなることが多い）を優先する。
一方でデーゲームでは、以下のような対応となる。
- 巨人主催：東京ドーム開催時はRFラジオ日本からの裏送りまたは技術・人員協力を受ける（2018年はRFラジオ日本からの解説者・リポーター派遣によるRCC制作扱いのみ。2019年からはRFラジオ日本制作裏送りも実施）。土曜開催などニッポン放送が同カードを放送する場合でも、RFラジオ日本がRCCへの裏送りを行う[35]。なお土・日曜日はRFラジオ日本では中央競馬中継（『競馬実況中継』）が優先となり、放送されない。
- ヤクルト主催：引き続き放送権の関係でニッポン放送からの裏送りまたはニッポン放送の技術協力による自社制作。
- DeNA主催：2022年まで引き続き裏送りや自社制作での技術協力をTBSが担当していた。自社制作時はRCCアナウンサーと元TBS解説者の組み合わせが多かったが、開幕カードなどではTBSアナウンサーとRCC解説者の組み合わせの場合もあった。
  - 2023年からTBSが人件費の高騰を理由にDeNA主催試合のJRN系列局への委託制作から事実上撤退したため、自社乗り込みを行うか、公式映像と音声を利用してのオフチューブ実況を行うか[36]、JRN単独加盟局はTBSラジオを窓口としてニッポン放送・文化放送・RFラジオ日本のいずれかに委託する形（自社乗り込み時の技術協力はこの3局に加えて引き続きTBSラジオも担当）になる一方、NRNとのクロスネット局であるRCCはニッポン放送・文化放送・RFラジオ日本にも直接制作委託を依頼できる余地があるが、同年のデーゲームは5月3日（水曜。岡島秀樹、実況：細渕武揚、リポーター：齋藤一平）と4日（ギャオス内藤、実況：槇嶋範彦、リポーター：細渕武揚）でRFラジオ日本に制作を委託することになった。2024年も引き続きデーゲームはRFラジオ日本に、月 - 金曜ナイターはニッポン放送に、土・日曜ナイターは文化放送に委託している[37]。
- ロッテ主催：巨人主催同様にRFラジオ日本からの裏送りまたは技術・人員協力を受ける（2018年の2試合はラジオ日本からの解説者・リポーター派遣によるRCCの自社制作扱い。2021年はRFラジオ日本からの裏送り）。2019年以降RFラジオ日本がロッテ主催試合の中継（『マリーンズナイター』）を休止しているが、それ以降もRCC向けの裏送りや技術・人員協力は継続される[38]。
- 西武主催：2022年は週末開催となり、金曜ナイターは従前通りニッポン放送が裏送りを担当するが、TBSラジオ撤退後では初めてとなる土・日曜デーゲームはNRNナイター放送時と同様に文化放送が裏送りを担当した[39]。2024年は火 - 木曜開催のためニッポン放送に製作を委託した。

#### イレギュラー放送
- かつては土・日曜の広島主催ナイターでRCCがTBS-JRN、LF（-MBS）とRF（-GBS）のいずれか（LFとRFのどちらが乗り込みかはその時により異なる）、QR-NRNの各ライン向けに三重制作を行っていたことがある。また、LF向けは対阪神戦以外でもMBS制作となった事例があり、この場合は、解説者・アナウンサーのいずれかのみRCCからの派遣となることがあった。
- RCCの解説者・アナウンサーが不足した年度は、裏送りとなるラインの制作をTBS・LF・QRに委託することがあった。
- 1990年代末期まで、広島戦がない場合は巨人戦を優先していたため、以下の様な対応を取っていた。
  - ヤクルト・横浜主催ゲームがNRN独占、巨人主催ゲームがRF・JRN複占だった1979年～1992年は、広島戦第1予備や、移動日・デーゲーム時の本番カードに日・火・土曜はヤクルト・大洋→横浜主催のNRN巨人ビジターゲーム（土・日曜はQRネット受けとABC向けのLF裏送りの場合あり）を、水～金曜はJRN巨人主催ゲームを組み込み、予備カード以降を本来のネットワークとする措置を取っていた。また広島または巨人の試合がデーゲームまたは非開催かつセ・リーグ他球団の試合が開催された日に、全国中継本番カードまたは第1予備カードがパ・リーグのカードの場合には、中日主催（CBCまたはSF）、阪神主催（ABCまたはMBS）、ヤクルトまたは大洋主催（平日LF・週末QRの裏送り）のいずれかを優先して個別にネットを受けたり、予備順位を繰り上げる措置を取った上でパ・リーグのカードの予備順位を繰り下げることがあり、火曜日および週末にヤクルトまたは大洋戦を放送する際には、対広島戦・巨人戦同様にNRNへの切り替えが発生することがあった。
    - 一例として、1984年5月1日（火曜）は、JRN本番が「西武 vs 日本ハム」（TBS。解説：小林繁、実況：石川顕）だったが、RCCでは「中日 vs ヤクルト」（CBC。解説：近藤貞雄、実況：後藤紀夫）を放送した[注 11][40]。

  - 巨人主催試合のNRNへの開放後も、2001年までは年度により前述と同様の対応を取ることがあった他、本来のネットワーク通り水～金曜の巨人対広島戦をLFから受けた年度でも、広島戦非開催時の水～金曜に、NRNがヤクルトまたは横浜主催を本番とした際、LFから広島が関与しない巨人主催ゲームの裏送りを受けたことがあり、巨人戦需要が高かったSTV等数局（主にテレビネットワークが日本テレビ系列の局）が参加する場合（この場合予備カードでありながら全国中継の体裁で制作した）もあれば、広島非関与の試合では異例のRCC単独放送となる場合もあった。
- 2010年以降、セ・リーグの関東ビジターではRCCアナウンサーが実況を担当する場合がある（特に土日デーゲームや予備順が屋内球場よりも低い場合）。関東ビジターゲームでRCCのアナウンサーが実況を行う場合、リポーター・解説者は在京各局から派遣されるが、リポーターなしで中継を行うこともある。ただし横浜DeNA主催試合では、2013年まで広島が勝利したときのヒーローインタビューをラジオ中継のリポーターが行うため、必ずリポーターが派遣されていた。2014年は6月の同カードの金曜ナイターのLF制作分は、NRN全国ネット本番のためRCCのアナウンサーがリポーターを務めたが、土・日曜デーゲームのTBS制作分については従前通りRCCのアナウンサーが実況を担当した一方、TBSチャンネル・BS-TBS（『S☆1 BASEBALL』）またはNHK（『NHKプロ野球』）のテレビ中継リポーターがヒーローインタビューを行う形になったためか、RCC・TBSのどちらからもリポーターが用意されなかった（同様の場合、CBCラジオではTBSアナウンサーがTBSチャンネルとラジオ中継のリポーターの兼務をする場合があるが、この方式もとらなかった）。西武・ロッテ主催試合の場合は、2010年は完全裏送りでベンチリポーターも在京局から派遣し（いずれも曜日の関係上TBS制作）、2011年は西武戦が1試合NRN全国ネットのためにベンチリポート派遣があった関係上、RCCローカルの1試合で実況を担当（曜日の関係上LF協力）。さらにロッテ戦では実況・ベンチリポートともにRCCから派遣を行った（こちらは土・日デーゲームのためTBS協力）。2014年は交流戦ビジターゲームにおいて、全て地元局に要員を任せ（対楽天戦はテレビ中継のみリポーター・解説者を派遣）、ロッテ戦ではベンチリポートを置かなかった（ヒーローインタビューは球団制作テレビ中継のリポーターが担当）。
- ダブルヘッダーが相当数行われていた頃は、薄暮デーゲームの第1試合とナイターの第2試合でネットワークを変えることがあった。
  - 1971年7月25日（日曜）の「大洋 vs 広島」（川崎球場）での事例[注 12]
  - 第1試合：実況：石川顕（TBS）、解説：松木謙治郎 - TBSラジオとの2局ネット
  - 第2試合：実況：高嶋秀武（LF）、解説：金山次郎 - ニッポン放送の第4予備分を裏送りで個別ネット[41]
- 2020年は新型コロナウイルス感染拡大による日程変更の影響で、10月以降は球団所在地を中心にナイター編成を継続する局と、球団非所在の1局地域を中心にナイターオフ編成に移行する局とに分かれ、関東ローカルでナイター編成を継続するニッポン放送も、オフ編成番組のNRNネットワーク番組扱いでの裏送りを実施するため、NRNナイターのネットがJRN同様、中継制作局間での個別取引となる。また球団本拠地以外で土曜NRNナイターを唯一編成している山口放送もオフ編成に移行することもあり、土・日曜でもセ・リーグのナイターでは文化放送が制作体制を取らないため（デーゲームは関東圏開催の中日ビジターゲームで東海ラジオへの裏送りを継続）、ヤクルト主催時はニッポン放送からのネットまたは裏送りとなるが（最初の実例は2020年10月3日・4日にネット受け。この時は試合開始時間の関係上『スワローズクラブハウスマイク』も放送）、巨人・DeNA主催時にニッポン放送からのネット（または裏送り）となるか、デーゲーム同様にRFラジオ日本（巨人）・TBSラジオ（DeNA）からの裏送りとなるかは未定。逆に広島主催では自社本番カードのニッポン放送へのネットおよび予備対応を週末にも行う（最初の実例は10月10日〈土曜日〉の対ヤクルト戦）。一方平日ナイターは、ナイターイン編成同様にNRN系列局との局間ネットを行い、NRN各局からの予備補充を継続するが、個別取引扱いとなっていることもあり、独自に予備順位を組み替えて巨人戦非開催時は阪神主催試合を優先したり、10月20 - 22日には「阪神 vs 広島」（朝日放送ラジオ）の予備を「ヤクルト vs 巨人」（ニッポン放送）ではなく「中日 vs DeNA」（東海ラジオ）とするなど必ずしも巨人戦を優先しない場合がある。また、「広島 vs 巨人」がデーゲーム開催となる11月3日（火曜・祝日）は、唯一ナイター開催となる「オリックス vs 楽天」（NRN＝毎日放送からニッポン放送・東海ラジオへ裏送り、JRN＝朝日放送ラジオの自社放送分かつ東北放送・北海道放送・CBCラジオ・RKB毎日放送にネット）や、STVラジオがナイター枠で約5ヶ月ぶりに放送する「MUSIC★J」ともに放送せず、自社制作の特別番組「一柳＆宗一郎のイチオシスタジアム」を放送。
- 2025年7月26日（土曜日）の「広島 vs 巨人」（解説：山崎隆造、実況：石橋真）は、NRNナイター本番カードとして文化放送経由で山口放送にもネットし、朝日放送ラジオ（本番カードは自社制作の『阪神 vs DeNA』）と東海ラジオ（本番カードは文化放送制作裏送りの『ヤクルト vs 中日』）も第1予備カードとして編成する一方、文化放送が自社で放送しないことを踏まえ、ニッポン放送も個別局間ネットの形で放送することになった。このため、予備カードは、NRN・ニッポン放送・MBSラジオで以下のように個別に対応することになった。
  - ニッポン放送＝第1予備：ヤクルト va 中日（自社制作）、第2予備：阪神 vs DeNA（MBSラジオ）、第3予備：日本ハム vs ロッテ（北海道放送。屋内開催）
  - NRN＝第1予備：ヤクルト va 中日（文化放送制作東海ラジオへの裏送り）、第2予備：阪神 vs DeNA（朝日放送ラジオ）、第3予備：ソフトバンク vs オリックス（九州朝日放送。屋内開催）、第4予備は楽天 vs 西武（東北放送）か、日本ハム vs ロッテ（STVラジオ制作裏送り。屋内開催）かは不明
    - RCCは予備カードを適用せず、雨天中止時は通常編成に復帰

  - MBSラジオ＝本番：阪神 vs DeNA（自社制作）、第1予備：ソフトバンク vs オリックス（RKB毎日放送。屋内開催）

### 阪神・オリックス戦
- 朝日放送→朝日放送ラジオ（ABCラジオ、『フレッシュアップベースボール』）
- 毎日放送→MBSラジオ（『MBSベースボールパーク』）（どちらもJRN、NRNのクロスネット）

ラジオネットワークの本格発足前は、一部の阪神戦中継を制作していたラジオ京都（現・KBS京都ラジオ）やラジオ神戸（現・ラジオ関西、『火・水・木・土曜ナイター』）との局間ネットを行ったことがあったが、JRN・NRNの発足とともに朝日放送（現・朝日放送ラジオ）、毎日放送（現・MBSラジオ）の2局との関係に整理されていった。
RCCがテレビ部門で加盟している系列（JNN）では、1975年3月30日までは朝日放送（現：朝日放送テレビ）、同年3月31日以後は毎日放送（ラジオ部門の分社後はテレビ単営）と同系列になっているが、同年10月1日のテレビ新広島（FNN・FNS）の開局までは、NETテレビ（現：テレビ朝日）と系列関係（ANN）だったもう一方の在阪局（1975年3月30日までの毎日放送・同年3月31日からの朝日放送）からも、本来の系列局である広島ホームテレビの編成から外れた番組を番販購入およびスポンサードネットで放送していた。
広島主催の場合、2002年までは月曜（JRN）・水・木曜（NRN）はMBSと、火・土・日曜（JRN）・金曜（NRN）はABCと局間ネットを結び、局間ネットを組まない局向けにRCCが裏送りを行っていたが、2003年以降、阪神戦はABC、MBSがRCC技術協力による自社制作を行う様になり、2005年からの交流戦におけるオリックス戦はこの両局での放送がほとんど行われないため、どちらにしてもRCCの単独放送となった（ネットワークはRCCのラインに準じる）。在阪局のリポーターも基本的に全国放送にならない限り出演しなかったが、在京局の聴取率調査期間の第1予備カードとなった場合等には配置される場合があった。全国放送本番カードになっていない阪神戦の場合は、ABC、MBSの放送をそのままJRN（水・木はABC、金曜はMBS）、NRN（火曜のMBS）の予備待機扱いとするケースもあり、この場合のRCCは全国放送になった場合にベンチリポーターのみ派遣するが、マツダスタジアム移転後は地方球場での開催時を除いて、RCCで裏送り側の予備待機を行うことが多くなった。
阪神・オリックス主催の場合は、広島が絡むカードについては曜日に関係なくABCとの局間ネット、もしくは裏送り を受ける。このため、RCCがABCのラインに合わせて、火～木曜はJRN、月、金～日曜はNRNライン（ただし2013年度以降の土・日曜デーゲームでは便宜上JRNの速報チャイムを使用する場合がある）で受ける。これは1976年にABCが阪神主催ゲーム中継の優先契約を1980年まで結んだために、MBSがJRN・NRN本番カード以外では阪神戦の中継に制限が加わった対応の名残と、ネットワーク比率調整のための処置と思われる。土曜デーゲーム中継でABCが近鉄戦を優先していた2004年までにおいても、阪神戦におけるMBSへのネット振り替えは行わず、ABCからの裏送り分またはABC技術協力による乗り込み自社制作分を放送していた。ただし、ABCが聴取率調査期間などに二重制作してRCC向けが裏送りとなり、かつ全国放送への昇格の可能性が低い場合は、必ずではないがABCがRCCの本来のラインに合わせた速報チャイム（月曜＝JRN、水・木曜＝NRN）を使用することがある。また、火～金曜に広島が絡まない阪神・オリックス主催試合をネット受けする場合はRCC本来のラインに合わせ、水・木曜はMBSから受ける。また、予備カードについては本来のネットワークに従うため、ABC制作の阪神対広島戦の予備としてMBS制作のオリックス主催試合が入っていることもある。
2013年は、ABCは経費節減のため火曜（JRN）・金曜（NRN）のRCCからのネット受けを再開し、土・日曜デーゲームに乗り込み自社制作を行う場合もベンチリポーターはRCCのアナウンサーが担当する場合がある。2014年シーズンは再度ABCの自社制作が増加したが、高校野球期間中の金～日曜ナイターでは阪神ベンチのリポーターを派遣の上でRCCからのネット受けを実施した（全てNRN扱い）。
2015年6月24日の試合（富山市民球場アルペンスタジアム、広島主催）は、近年では珍しくRCC制作の裏送りが行われた。また、8月26・27日の試合はMBSがRCCからのネット受け（NRN予備扱い）で対応（両日ともABCは自社制作を実施。25日はMBSも自社制作を実施するため、RCCはJRN予備扱いの自社単独放送。またこの3連戦はTBSも特例で別途素材収録待機を実施し、この期間の『TBSラジオ エキサイトベースボール』（DeNA vs 中日）では番組中で実況録音素材 の再生や、当時TBSの解説者だった元木大介・緒方耕一との中継リポートの入中がされている）。
- 2016年8月9日 - 11日の3連戦（マツダ）は、高校野球期間中でABCの要員が不足したため9日がABCとの局間ネットとNRN向け素材実況を（MBSはこの日のみ自社制作）、11日はABCを含むJRN向け裏送りの全国放送を制作した。10日はABC向けに裏送り[53] を行った（JRN予備扱い）[54]。
- 2007年までは、広島主催の土・日曜ナイターを関西地区の土・日NRN担当だったラジオ大阪（OBC、『ビッグナイター』→『ドラマティックナイター』）に裏送りしていたが、OBCは近鉄戦（2004年度まで）やオリックス戦（2005年度。2006年度は一部試合のみ）のナイターがない場合には原則として全国放送カードを放送する方針を取っていたため、NRN本番カードまたは予備からの昇格時が中心だった。加えて、2008 - 2009年度は在阪局で土・日曜のNRN向け中継をネットする局がなくなっていた[55] こともあり、土・日曜については2003 - 2009年の間もRCC側でNRN向け予備実況のスタンバイを行っていた。なお、OBCが阪神対広島戦をNRN本番カードで中継した際には、RCCからのリポーター派遣が行われないことが多かった。
- MBSはこのほかに土・日曜にLFとの2局ネット用の音源をRCC技術協力で制作することもあり、また、RCCがネットすることのないMBS制作の阪神対広島戦が水・木曜NRN、金曜JRNの全国放送本番カードとなった場合、RCCがABC向けとは別にベンチリポーターを派遣することもある[56]。こうした形で、RCCはABC、MBS両局と対等に関係を結ぶ様に配慮している[57]。
- 交流戦のオリックス主催試合では、2009年以降RCCがリポーターを派遣せず、在阪局のアナウンサーが広島ベンチのリポーターを担当している（在阪局自社でも放送となった場合は両サイド兼務）。一方、阪神主催試合では、RCCからのリポーター派遣を継続している。
- なお、横浜主催試合がNRN独占だった時代のうち、1994年から2001年は「横浜 vs 巨人」（またはその逆）の裏開催のヤクルト主催試合の中継がTBS-JRNに認められていたたが、これが「ヤクルト vs 中日」である場合、CBCへのネットが認められていなかったため、該当日のJRN向けの「広島 vs 阪神」（あるいはその逆の組み合わせ）の中継ネット局にCBCが加わることがあった[58]。
- 阪神は8月の時期に阪神主催のデーゲームを実施しないので、近年までこの時期での阪神主催ゲームの裏送りはなかった[59][60]。2014年（平成26年）はこの慣例を破って8月9日、10日(いずれも京セラドーム)の試合でデーゲームを実施。ABCは例年のように高校野球を編成するため、裏送りとなるはずだった。ところが台風直撃により高校野球が両日とも中止となったのでABCとの局間ネットとなった。
  - 1980年等、「死のロード」期間に、当時本拠とする球団が所在しなかった福岡県で開催された阪神主催の広島戦ではRKBやKBCが制作することがあったが、ABCに固定している通常のネットワークに倣って、ABCとネットワークを組む側となる局（火 - 木・土・日＝RKB、月・金＝KBC）に割り当てていた（1980年が該当。この時は曜日の関係上RKB制作。後述のソフトバンクとの交流戦では曜日や放送時間に応じて切り替えている）。
- TBSラジオが野球中継から撤退した2018年からは、火曜ナイターの阪神対広島戦（ABC制作）の予備補充でオリックス主催試合を放送する場合、水・木曜ナイター同様MBS制作中継の放送となる。また、広島主催の阪神戦で、在阪局がNRN担当日の局のみ自社制作を行い、かつNRNでの予備順位が屋内球場より下位の場合、RCC・MBS・ABCがいずれもJRN・NRNのクロスネットである特性を生かしたRCCの二重制作回避措置として、非NRNとなる側の局が、局間本番限定でラインをNRNに切り替えてネットすることがある（火 - 木曜開催の2022年6月21日 - 23日の対阪神戦が最初の実例。同日はいずれも屋内開催の本番カードの巨人対DeNA戦・第1予備の中日対ヤクルト戦より下位の第2予備のため、MBSが自社制作を行い、ABCがNRNに切り替えてRCCとネットした。なお、予備補充についてはRCC・MBSはNRNの枠組みでLF制作の巨人対DeNA戦を、ABCは非NRN扱いで21・22日は自社制作のオリックス対ソフトバンク戦を、23日はCBC制作の中日対ヤクルト戦を充当）。この場合、他球場速報ではRCCは通常通りNRNのチャイムを使用する一方、MBSは非NRN時の独自チャイムを使用している。同じパターンの2023年8月15日は、元々ABCとの2局ネットの予定が、台風7号により、中日対巨人（バンテリンドームナゴヤ）、オリックス対ソフトバンク（京セラドーム大阪）が中止されたことから、金曜日に準じてNRNナイター本番カードとしてLF、SF、KBCにも放送された[61]。予備カードについては本来の担当曜日に沿ってABCは非NRN扱いで日本ハム対ロッテ（エスコンフィールドHOKKAIDO。HBC制作、CBC、RKB・KRY・NBC、OBS、RKK、MBCにネット）を、RCC、LF、SF、KBCと自社制作を行ったMBSはNRNの枠組みで第1予備にヤクルト対DeNA（神宮球場、LF制作）を、第2予備に日本ハム対ロッテ（STV制作）を編成した。
- 通常広島主催試合のローカル放送では局間ネットにならない限りベンチリポートはRCCのアナウンサーが1人で担当することが多いが、本番カードの雨天中止で全国ネットに昇格した場合は、関西地区向けの自社制作のために派遣されている在阪局（火 - 木曜：MBS、金 - 日曜：ABC）のアナウンサーが阪神リポーターとして合流した事例もある。

### 中日戦
- 東海ラジオ（SF：NRN、『ガッツナイター』）
- 中部日本放送→CBCラジオ（JRN、『ドラゴンズナイター』）

広島主催の場合は局間ネットを組まない局向けにもRCC制作で裏送りを行う。以前は主催球団に関係なく原則として日・月・火・土曜はCBC、水～金曜はSFとの局間ネットとなっていたが、前述のように2015年からの土・日曜ナイターをNRN扱いに固定したため、土・日曜のナイターはSFとの局間ネットとし、土・日曜のCBCとのネットはデーゲームのみとなった。さらに、TBSラジオが野球中継から撤退した2018年からは、ナイターは完全にSFとの局間ネットとなり、CBCとのネット関係はデーゲームのみとなった。また、広島主催金曜ナイターのCBC向けについては、翌日のデーゲームでベンチリポートを担当するCBCのアナウンサーが実況を担当して形式上CBC制作扱いとすることがある（解説者と両チームベンチのリポーターはRCCから派遣）。
- 2018年9月24日（月曜）は、「広島 vs DeNA」のデーゲームが終了した後、広島の優勝と関係するカードのため「中日 vs ヤクルト」にリレーしたが、SFの中継を放送した。
- 2019年9月23日（月曜）のデーゲーム（広島主催・マツダスタジアム）はSFが乗り込み自社制作を行い（実況：森貴俊。解説はRCCから天谷を派遣）、CBCがRCCとの局間ネットとした（実況：一柳・解説：安仁屋）。

中日主催試合については、局間ネットを組まない局の方の中継にRCCがリポーターを派遣するのは原則として全国中継本番カードとなった場合に限られる。自社単独放送の場合、SFは不定期に広島サイドのベンチリポーターも自社で配置するが、CBCは1人のアナウンサーが両チームのベンチリポーターを兼務する。一方、広島主催の場合、RCCは原則として両方の中継に広島サイドのリポーターを派遣する。（CBC向け・SF向けそれぞれ別のアナウンサーが担当。中日サイドはCBC･SFそれぞれがリポーターを派遣）
- 広島主催試合でもRCCの解説者が不足した年度は、裏送りとなる側の解説者をCBC・SFから派遣の上RCCのアナウンサーの実況で放送したり、制作をCBCまたはSFに委託したこともあった。
- かつては、LF・MBSが、CBCと局間ネットを組む土・日の広島主催ナイターを予備カードとする場合があり、繰上げ時にはRCC-CBC-LF（-MBS）の変則ネットとなっていた。
- 週末JRNナイターが廃止された2010年以降も2014年まで、CBCと土・日に局間ネットをしていたが、不定期にCBC向けを裏送り（またはCBCの乗り込み自社制作）にし、土・日曜の広島主催デーゲームでRCCがSFと局間ネットを組んだ事例もあった。
- 聴取率調査期間や優勝争いに絡む場合は、CBCが自社制作する場合があり、聴取率調査期間以外の水～金曜日は、RCCが裏送り体制をとらず、CBCの中継をそのままJRN予備待機扱いとする場合がある。その場合月・土・日曜日は、RCCはCBC向けの送り出し対応が必要なくなるため、通常裏送りとしているSF（ナイターはQR-NRN予備または本番）向けを自社向け本番に切り替える場合と、SF-NRN向け裏送り・CBC自社制作分の技術協力とは別に、自社分をローカル（ナイター時月曜はJRN、土・日曜はLF-MBS予備）扱いとして別制作する場合とがある。
- CBCが「ヤクルト vs 中日」を放送できないことに配慮して、SFが「巨人 vs 中日」の放送をNRN本番カードおよび予備から昇格のナイターと優勝決定試合に限定している関係上、2013年度からネットワーク制限の緩い土・日曜デーゲームで裏カードの広島主催試合をSFにネットすることがある。同様に、日曜デーゲームの場合は「阪神 vs 広島」（ABC制作）が、ABC・RCC・SFの3局ネットとなることがある（土曜デーゲームの場合はRCCがABCからの、SFがMBSからのネット受けとなる）。いずれもこの場合はSFに配慮してNRNの速報チャイムを使用するのが原則だが、ABC制作時は機材運用の関係でSFが加盟していないJRNの速報チャイムが使われることがある。また「巨人 vs 中日」の放送がNRN全国ネットであってもSFでの放送に制限がかかっていた1993 - 1994年も裏カードかつ第1予備カード時を中心にSFへのネット（曜日によっては裏送り）を行っていた。
- かつて、広島主催の中日戦が岐阜の長良川球場で開催された際にはその中継がCBCから岐阜放送（ぎふチャン・GBS、『ダイナミックナイター』）に裏送りされたことがある（中日主催であれば両局の放送エリアが重複する上に、中日球団の親会社であり、かつCBCの株主である中日新聞社とGBSの株主である岐阜新聞社のライバル関係もあるため、この両局のネットは2017年まで予備カードからの昇格時を除き行われなかった。SFはCBC同様、中日新聞社が株主となっており、岐阜放送との関係は希薄である。そもそもぎふチャンラジオは、プロ野球中継に関しては開局以来ラジオ日本発のフルネットが基本である）。なお、この場合は、広島主催ながらRCCでもCBCまたはSFからのネット受けで放送していた（リポーターはRCCからも派遣）[62]。また、年度によってはRF向けをCBCが二重制作せず、RFが直接岐阜に乗り込み、GBSの技術協力およびネット受けで放送したこともある。
- 2016年9月7日ならびに8日は本来であればSFと局間ネットを組む曜日であるが、6日の時点で広島が優勝マジックを4としており、両日に広島の優勝の可能性があったため、RCCは自社向けを広島ローカル（速報チャイムは曜日に合わせてNRNを使用）とし、SF（NRN）向けは裏送りの別制作となり、通常から別制作のCBC（JRN）向けも加えて3重制作となった（8日はマジック2のため、CBC向けはJRN全国放送に昇格したほか、LFの乗り込み自社制作への技術協力も行った[63]）。また、7日はRCCがテレビ中継も行っており人員が不足していたため、CBC向けは解説を同局から派遣の彦野利勝が担当したほか、SFならびにCBCの中継では各局のリポーターが両サイドを兼任した。
- CBCが15時台に競馬のメインレースを挿入して中断する間も、RCCでは裏送りで中継を続行し、競馬の結果については別途RCCのスタジオからの「中央競馬結果速報」でフォローする。

### 日本ハム戦
- 北海道放送（HBCラジオ：JRN[64]、『ファイターズナイター』）
- 札幌テレビ→STVラジオ（NRN、『ファイターズLIVE』）

日本ハム主催の場合は月・火曜がHBC、水～金曜がSTVとの局間ネットだったが、2018年のJRNナイター全国配信の全面廃止以降、月・火曜ナイターもSTVとの局間ネットに移行した（必ずしもどちらと組むか一定しないデーゲーム時の対応は未定）。土・日曜については2010年の週末JRNナイター廃止以降、デーゲームと2014年までのナイターはHBCと、2015年からのナイターはSTVとの局間ネットとなる（後述）。HBCと局間ネットを組んだ2009年と2010年の火曜の日本ハム主催試合は、いずれもHBCが地元向けとRCC向け（JRN予備扱い）の二重制作を行っている。
広島主催の場合、HBCは曜日に関係なくRCCの配信を受ける（こちらも水～金曜にあたった場合は裏送り）が、STVはもともとRCCとは別のテレビネットワーク（NNN/NNSで広島テレビ〈HTV〉と系列関係） に属している関係で交流戦開始までは日常的な関係が薄かったこと、さらに2012年までの一時期裏送り形式でのビジターゲームの放送は対ヤクルト戦などの例外を除いて行っていなかった関係もあり、RCCがHBCと局間ネットを組む日・月・火・土曜についてはHBCが自社制作を行うか、土・日曜のQR、火曜のLFが本番カードとしない限り、原則中継は行われていなかった（火曜日はネットワークの縛りの関係で、HBCが自社制作した場合でも原則中継なし）だったが、2013年は5月28日（火曜）にRCCが二重制作の上STVへの裏送りを実施する予定（HBCは自社のアナウンサー・解説者による乗り込み自社制作を実施）が組まれていた（雨天中止のため、振替開催は同じく火曜日の6月18日に組まれ、かつ1試合のみ開催の上HBCが乗り込み自社制作を見送ったため、RCC自社向け-TBS-HBC-TBC-SBS-CBC-ABC-RKB-JRN・RCC裏送り-LF-STV-SF-MBS-KBC-NRNともに全国ネットカードとして配信した）。これ以降はRCCがHBCと局間ネットする場合もSTV向けの裏送りを行っている。
- 2010年の広島主催の土曜ナイターでは、HBCがRCC技術協力で自社制作を行った上に[68]、STVラジオへの放送機会の確保のためか、RCCがSTVラジオと局間ネットを組んで中継した。ただし、RCCの不手際で、RCC-STVの中継ではJRNの速報チャイムが、HBCの自社制作分では逆にNRNの速報チャイムが流れた[69]。
- 2013年の日本ハム主催の土曜ナイター（6月15日）は、radikoやyahoo等の番組表では、当初STVラジオからのネット受け予定として発表されていたが、当日になってHBCからのネット受けに訂正され、実際の放送もHBCからネット受けした。土・日曜ナイターがオフ編成時を除いてNRN扱いに固定された2015年以降は、デーゲームでHBC、ナイターでSTVと組み分けるが、2016年時点の後者の実例は日本ハムが関与しない土曜日のNRN全国ネット本番カード（これのみ2014年以前より実例あり）とオールスターゲームと日本シリーズのみである。デーゲームの場合、STVが中継しない年度は日本ハム主催ではSTVがNRN向け素材収録待機を行うか、NRNにも加盟しているHBCの中継をJRN・NRN共用扱いとするかのいずれかとし、広島主催ではRCCのHBC向け中継がJRN・NRN共用扱いとする。広島主催でHBCが乗り込んだ場合はJRNナイター廃止前はHBC制作分をJRN扱い、RCC制作分をNRN扱いとすることもあったが、JRNナイター廃止後はHBC制作分を完全ローカル、RCC制作分をJRN・NRN共用扱いとすることが多い。
- 2016年の日本シリーズは、マツダスタジアムで開催分の内第1・2戦はRCCはJRN・NRN向けの二重制作をせず、自社制作分をSTV-MBS-NRN（LF・QRを除く）に配信し、ABC-JRN向けはTBSに委託した。第6戦はRCCが二重制作を実施し、自社向けをTBS-ABC-JRNにネットし、STV-MBS-NRN向けを裏送りとした（非開催となった第7戦も同様の予定だった）。またHBCのマツダスタジアム開催分、RCCの札幌ドーム開催分、LFの全試合とQRの一部試合は自社で乗り込みを実施した。
- 日本ハム主催の交流戦が東京ドームや静岡県で行われた実績がないため、HBC・STVが直接制作するか、LF・QR・SBSのいずれかに制作を委託するかは未定。
- 過去（日本ハムの北海道移転前）に土･日曜に広島主催のデーゲームが北海道で開催された際にはRCCが乗り込みの自社制作で放送した。曜日およびテレビネットワークの関係でHBCが技術協力を行った。
- TBSラジオが野球中継から撤退した2018年の交流戦は6月5 - 7日に広島主催のみの火 - 木曜ナイターでの開催（火曜は雨天中止）で、HBCがラジオでの自社乗り込みを見送ったため[70]、RCCがHBC向けとSTV＝NRN向けの二重制作を行い、自社ではSTV＝NRN向けの放送とした。また雨天中止による18日（月曜ナイター）での振替開催分も同様の対応なった[71]。
- 2021年からSTVラジオがホーム・ビジターを問わず全日のデーゲームと土・日・月曜ナイターの中継を休止したが（NRN各局への裏送りは継続しているが、ネット局がなくSTVは報道素材収録ができない場合はHBCの中継をNRN報道素材とする場合あり）、同年および2022年は火 - 木曜の広島主催でのナイター開催のため、2023年以降の対応は未定。

### 楽天戦
- 東北放送（TBCラジオ、『パワフルベースボール』）（JRN、NRNのクロスネット）

TBCもRCC同様クロスネット局であるのでJRN、NRN、土・日曜のLF-MBSラインのどれを使っても中継は可能である。平日のラインも（月）・水～金曜がNRNで両局共通だが、火曜と土・日曜ナイターはRCCがNRN、TBCがJRNと異なるラインを取る（2017年までは月曜はRCCがJRN・TBCがNRNを優先し、火曜は両局ともJRNネットに参加していた）。実際に2006年の楽天主催と2008年の広島主催で1試合ずつ月曜ナイターが発生しているが、2006年はTBCに合わせてNRN、2008年はRCCに合わせてJRNラインで局間ネットを組んだ。なお、2017年までの平日はJRNも全国ネットを行っていたので上記ラインに合わせるが、土・日曜に実際にどのラインを使って放送しているのかは不明。
他球場速報チャイムは非NRN日は2017年まではRNのものを使用していたが、JRNナイターが崩壊した2018年以降、両局ともクロスネット局であることから、同年以降デーゲームでしか週末開催の実績がないこのカードでは、RCC発の広島主催はNRNのものを使用するか、JRNのものを使用するかが、TBC発の楽天主催はNRNのものを使用するか、HBC・CBC・RBCと共通の非NRN向けのものを使用するかが随時異なる（広島主催の後者は2025年が、楽天主催の後者は2024年が該当）。
2018年以降はJRNナイター廃止により、火曜日と土曜日は前述の通りTBCとRCCで異なるラインを取るため、TBC発の楽天主催試合が火曜日に開催され、全国中継カードとなったり、楽天主管のオールスターゲームが火曜日または土曜日に開催された場合は、非NRN扱いのTBCの自社放送分（火曜日は日程によりRKBを軸としたJRN九州・山口地区にネットされる場合あり。オールスターは火曜日は文化放送に、土曜日はニッポン放送にネット）ではなくNRN向けの裏送り分をネット受けする形になる（土曜日は年度により放送自体がない場合もある）。

セ・パ交流戦の「楽天 vs 広島」ついては、全国中継本番であるか否かや予備順位にかかわらず（屋内球場より下位であっても）TBCが非NRN向けを自社（日程によってはJRN各局も）で放送し、RCC向けはNRN扱いで別途裏送りするため、RCC単独での放送時は実況アナウンサーが本番組の番組名をコールし、他球場速報は『RCCプロ野球速報』として伝える（最近では公式戦では2022年6月7日が該当。同日のNRN本番は西武ドームの「西武 vs 巨人」〈実質LFローカル〉を編成。当初はTBCとの局間ネットで発表されていたのが直前に変更された。オールスターゲームでは2021年7月17日に楽天主管で開催されたが、同日は中継を行わず通常編成で対応）。なお、広島主催時には、ラインが異なる火曜ナイター時に限りTBCではNRNへの切り替えによる局間ネットややRCCへの別制作依頼を行わず、非NRN扱いの他カードをネット受けする（2023年は「中日 vs ロッテ」をCBCラジオからネット）。
楽天球団発足以前に、宮城球場から広島が関与する試合を中継した際には、広島主催時は原則としてRCCがTBCの技術協力で自社制作した。ビジターゲームの場合は、巨人主催時は全国ネット（稀に第1予備扱いの裏送り）でTBSまたはLFが制作し、それ以外はビジターの地元局が制作することが多かったが、時折TBCが自社制作する場合があった。

### ソフトバンク戦
- RKB毎日放送（RKBラジオ：JRN、『エキサイトホークス』)
- 九州朝日放送（KBCラジオ：NRN、『ホークスナイター』）

ソフトバンク主催の場合は2017年までの月・火曜がRKB、水～金曜と2018年からの月・火曜がKBCとの局間ネットとなる。土・日については原則RKBと組んでいるが、2005年はRCCがNRN担当曜日も含めてRKB技術協力で自社制作を行い、また2007年と2009年は当時RKBが中継を行わなかった土曜デーゲームが1試合ずつ行われ、当該カードはKBCと局間ネットを組んだ。土・日曜についてはナイターがNRN扱いに固定された2015年以降は、デーゲームでRKB、ナイターでKBCと組み分けるが、2016年時点の後者の実例はオールスターゲームのみである。
広島主催の場合は2009年までは両局ともRCC技術協力で乗り込みの自社制作を行っていたが、2010年からRKBが局間ネットに切り替え（2011年は月曜開催の1試合を自社制作）、2011年からはKBCも局間ネットに切り替えた。
- 広島主催での火曜ナイター開催時（RKB-JRN予備扱い）は、長崎放送・NBCラジオ佐賀（NBC、『ゴールデンナイトゲーム』）、熊本放送（RKK、『ゴールデンナイター』）、大分放送（OBS、『ゴールデンナイター』）にもネットする（2013年に実例あり）が、RKBが乗り込んだ場合（2011年以前に実例あり）、前記3局はRKBの中継をネット受けする。2011年以前はKBC-NRN予備向けの水曜日も前記3局（2011年以降はOBSを除いた2局）にネット可能だったが、該当する試合は全てKBCが乗り込んでいたため、KBCの中継をネットしていた。2012年は該当試合の水～金曜開催がなく、2013年からはネット局数に制限がかかる様になり、RCCがKBC向けに別制作して裏送り（RKB向け裏送り・聴取率調査等特別企画時の自社向けとの三重制作）するか、KBCが乗り込んだ場合のKBC発のネット以外はNRN全国中継本番または予備からの昇格時しかNBC・RKKへのネットが出来なくなった。
- JRNが全国放送を行わない月・土・日曜については、デーゲームも含めてRKBが乗り込み自社制作をした場合、通常裏送りとするKBC向けを自社向け本番に切り替える場合がある。（2011年の月曜ナイターで実例あり）
- かつて福岡ドームで開催されたヤクルト主催の広島戦（NRN独占カード）をRCCが自社制作した際に本来の技術協力相手であるKBCが人員を派遣できず、RKBが技術協力したことがある。これに配慮してかRCCは速報チャイムを鳴らさずに中継を行った。

### その他地方局制作
- 静岡放送（SBSラジオ、『SBSビッグナイター』）（JRN、NRNのクロスネット）
  - 静岡県で開催される広島のビジターゲームをSBSが制作することがある。この時、ホームチームの地元局に代わってJRNまたはNRNの本番・予備カード扱いとなった場合、SBSからのネット受けとなる。1980年代にはSBSがRCC向けの裏送り中継を制作したことがあり、解説者がRCCから派遣された例もあった。
- 山口放送（KRY、『KRYエキサイトナイター』）（JRN、NRNのクロスネット）
  - 大洋（現DeNA）の主催またはビジターゲームを、過去には同球団が草創期に下関市を本拠地とした地縁から、1960年代には系列局制作分の個別ネットやキー局・系列局制作裏送りのいずれかで放送することがあり、大洋主催の対広島戦が山口県で開催された際には、キー局（ニッポン放送・文化放送・1978年まで〈KRYは1965年のJRN発足以前まで〉と2002年以降のTBSラジオ）の乗り込み制作でRCC・KRYの両方またはいずれかで放送した年度と、RCCが乗り込んでKRYにネットした年度と、逆にKRYが制作してRCCにネットした年度もあった。また、広島主催の大洋戦では、RCCがJRN・NRNのクロスネットである一方、KRYは1982年9月25日までNRN単独加盟だったことから、ローカル放送の場合、RCCがJRN向けを自社で放送する曜日にKRY（NRN予備）向けの別制作を行った事例もあった。
  - 広島主催のオープン戦をKRYが自社制作した際には、RCCが自社での放送有無にかかわらず解説者を派遣したことがある。

### 補足
- 2017年までの火曜から金曜のナイターでは、自社で取らない方のライン（火曜のNRN、水・木・金曜のJRN）の他社向け裏送り中継がない場合でも、該当ラインへの経過送りのために、別途素材実況アナウンサーを1名配置していたほか、全国放送の予備順が特に浅い場合（予備順が屋内球場より下位であっても）には解説者とリポーターも配置して中継対応になっていることもあった。この扱いはJRN全国中継がなくなった2018年からは原則行われない。一方、土・日曜は予備順位によって自社およびNRN向けとは別に、LF＝MBSライン向けに実況アナウンサーと解説者をスタンバイすることがある。
- RCCがラジオ中継でJRN・NRNの二重制作を行い、かつRCCテレビでも中継を行う場合、JRN側のラジオ中継のベンチリポーターは、RCCテレビのベンチリポーターを兼務することが多い。
- 1960年代初期、経営基盤が安定しなかった広島球団が、入場者が減るという理由からRCCに対して、ビジターには中継させるが地元局には中継させないという、当時アメリカのテレビ中継で行われていた「ブラックアウト」を通告した。代替として録音ハイライト番組「今日のカープ」を試合日の23:05～23:35に、解説者とアナウンサーによる「カープ朝刊」を翌朝8:00～8:05に編成したが、これに対しても球団は数千円の代金を要求した。このため、当時国内全試合の中継が可能だった日本短波放送（NSB、現・ラジオNIKKEI。『プロ野球ナイトゲーム中継』）から素材供給を受け、コストを節約したという。このブラックアウトは1963年頃に解除された[注 13]。
- 2006年までは、原則としてナイターオフ編成下の消化試合も全て放送していたが、2007年から2010年にかけては放送が減少していた。その代替として、通常番組の途中でニュース速報に準じた形式で、途中経過速報を挿入することがあった。しかし、2011年は東日本大震災のに伴う開幕延期の影響により、改編時点でも多数の試合を残していたことを考慮し、ナイターオフ編成下の消化試合の放送を実施。本拠地最終戦となった10月24日の阪神戦まで、合計143試合を中継した（神宮で行われたシーズン最終戦のヤクルト戦のみ中継せず）。さらに、2012年は、9月の時点までクライマックスシリーズ圏内に広島が残っていたためか、久々に広島の公式戦144試合をすべて中継した。この年以降、広島戦については原則として最終戦まで全試合中継する体制に戻っている。
- 2018年のJRNナイター全国配信廃止により、HBCラジオ・CBCラジオ・RKBラジオとのネット関係は、原則として各地地元球団との対広島戦の週末（年度により月曜も）のデーゲームのみの局間ネット関係となり、TBSラジオとはDeNA主催ゲームの裏送りと技術・制作協力のみの関係に縮小された。さらにRBCiラジオとのネットも沖縄県開催の試合がすべてナイターということもあり発生しなくなった[75]。
- RCCテレビやTBSテレビ・JNN各局の番組でRCCラジオの実況素材を放送する場合、自社放送分を優先しているため、必ずしもJRN向けを使用するわけではなく、NRN向けの実況を使用することがある。また、阪神主催の広島戦では、RCCテレビではJNNとの兼ね合いから自社で放送されないMBSラジオの実況（平日NRN・週末LF＝MBSラインを含む）を使用したことがある。

#### ポストシーズンゲームの対応
- 日本シリーズ・オールスターゲームが土曜デーゲーム開催となった場合は、2007年のオールスターは放送したが、2011年は通常番組と競馬中継を優先したことや、JRNまたはNRN番組としてのネットスポンサーが付かなかったためか、日本シリーズ・オールスターとも放送しなかった。
  - また、オールスターゲームの方は、2011年以降、土・日・月曜開催の場合は、マツダスタジアムなどの地元球場での開催でない限り、放送しない方針を決めていた（RCCがネットワーク向けに自社制作を行う場合のみ放送。同じクロスネット局であるTBCも同様の方針である）が、2013年には緩和し、土曜の第2戦を放送することになった（ネットワークについてはQR-NRN[76]）。月曜の第3戦は一度局公式ホームページの番組表で放送予定を発表したが、通常編成の番組スポンサーとの調整がつかなかったためか、早期に放送断念を決定し、番組表についても訂正された（予定していたネットワークは未定）。2014年も土曜の第2戦を放送したが、前年と異なりABC-QR-NRN・LF-MBSラインではなくTBS裏送り-JRNラインの中継を受けた。また通常番組を優先するために21時前で飛び降りとなった。2015年は土曜日の第2戦がマツダスタジアム開催となるため、RCCが自社制作を実施したが、同年から週末ナイターをNRNに固定したため、JRN向け（HBC-CBC-RKB。TBSラジオは放送なし）を裏送りとして、NRN向け（QR-STV-IBS-FBC-SF-ABC-KRY-RKC-KBC）を「日本アイコムスペシャル」として自社での放送とした（LF・MBSはLFの乗り込み制作で放送。本拠地球団所在局ではTBCのみいずれのラインも放送せず）。また地元開催のため試合終了まで放送した。横浜開催の2016年の土曜日の第2戦も同様の理由でQR-NRNラインのネットであった。
  - 2021年はフレッシュオールスターゲームは放送したが、オールスターゲームを2試合とも放送せず、7月16日（金曜日）は21:00まで「RCCカープナイター」のスタジオバージョンとしてラジオカーのキャスタードライバーによる生トークを中心とした内容（出演：石橋真・宮本幸・鈴木亜沙子）を、21:00からは土曜ナイター開催による『うえむらちかの鯉スル企画室』の振替分を放送し、17日（土曜日）は通常編成で対応した[77]。
  - 2023年は7月20日（木曜日）開催の第2戦が広島主管でマツダスタジアムでの開催となったため自社本番およびニッポン放送・MBSラジオ・NRN向けと文化放送・朝日放送ラジオ・JRN各局向けの裏送り分との二重制作を行うことになった。当初裏送り分の解説は安仁屋が担当予定だったが、6月下旬に腰痛・腹痛で緊急入院したため山崎に変更となった。
- クライマックスシリーズについては広島が進出する試合のみ放送している。2015年までの実績では放送する場合は全試合JRN扱いとし、リポーター派遣やビジター乗り込み時の技術協力もJRN系列局が担当していた。ヤクルト主催については放送権の関係上LFからのネット（またはLF協力による自社制作）となる可能性が強いが、2016年現在実績がない。
  - 2012年まで広島が出場しなかったこともあり一切中継を行わなかった。
  - 2013年シーズンは広島の出場が確定し、記念特番内でファーストステージの全試合を中継すると発表した。ファーストステージ（甲子園）の試合はRCCのスタッフが乗り込み自社制作を行ったが、リポーターはRCC向けと兼務する形でABCラジオの中継にも出演した。広島が進出したファイナルステージ（東京ドーム）の試合も全試合中継することになったが、TBSラジオからのネット受けでRCCはリポーターのみの派遣とした。その後、第4戦以降をRCCのスタッフによる乗り込み自社制作に変更したが、第3戦で広島のステージ敗退が決まったため自社制作は事実上取りやめとなった。
  - 2014年シーズンのファーストステージ（甲子園）もRCCが自社制作を行った。
  - 2016年シーズンのファイナルステージ（マツダ）については、RCCが自社制作する一方、TBSも乗り込み自社制作を実施するため、どちらがJRN扱いとなるかは不明（ただし、デーゲーム分はTBSでの中継なし）。また、NRN向けは乗り込み自社制作を行うLFに委託した。
  - 2017年シーズンのファイナルステージ（マツダ）については、RCCが自社ローカルで放送し、関東地区向けは第1-3戦をTBSが、全試合をニッポン放送（MBS・SFにもネット）が制作して放送したが、RCCローカル分の速報チャイムは曜日に合わせて第1-3戦はNRNのものを使用した。また中継を行わない文化放送向けの報道素材としてはRCCの実況が使用された。
  - 2023年シーズンのファーストステージ（マツダ）については、第1・2戦はRCCの中継をNRNネット扱いでニッポン放送・MBSラジオ・東海ラジオがネット受けすることになった（報道素材としてはJRNおよび文化放送と共用）。第3戦が開催された場合はニッポン放送が自社乗り込みを予定していたが、MBSラジオはRCCからネット受け、東海ラジオは放送なしの予定としていた。
    - なお、DeNAが2位で横浜スタジアムで開催の場合は在京局（ニッポン放送とRFラジオ日本のどちらかは不明）に委託する予定だった。

  - 広島はファーストステージを突破し、クライマックスシリーズとしては9年ぶりに甲子園のゲームを中継することになった。しかし前回が乗り込みの自社制作だったのに対し、今回は全試合ともABCラジオとの局間ネットとなった。一方、競合局のMBSラジオはNRNネット扱いで東海ラジオにもネット。逆にファーストステージがネット受けだったニッポン放送は、甲子園乗り込みの上で関東ローカル向けに自社制作を行った。
- 2005年から2011年にかけて再開されていた日本シリーズの中継は、「JRNスポーツスペシャル」として全試合JRNからネット受けしていた（この間の広島が出場した実績はない）[78]。しかし、前述のように広島の公式戦最終戦までの中継を再開した2012年からは再び、広島が出場しない限り日本シリーズの中継は行わないことになった[79]。このため、広島県内では日本シリーズ中継が再びNHK R1の独占となるが、NHKの19時台はニュース（『きょうのニュース』）による中断がある上、今後もこの体制が続くと、NHKが日本シリーズ開催と衆議院の解散または任期満了による総選挙と重なった際の日曜日（主に第2・7戦）に開票速報を優先し、かつ他の国際スポーツイベントにおける日本代表戦中継と重なるなどの理由でNHK-FMへの迂回編成[80] ができなかったり、その他地震・台風などの災害（この場合は試合自体が行われない可能性もある）や事故・大事件等で報道特別番組を優先すると、放送している局を遠距離受信かradikoプレミアム利用のいずれかの方法をで聴取しない限り、広島県内で日本シリーズのラジオ中継が聴けない試合が発生する可能性も想定される。
  - 2016年は広島が日本シリーズに出場するため、「JRNスポーツスペシャル」としての放送が打ち切られて以来5年ぶりの日本シリーズ中継が行われることになった。ビジターの試合も含めて全試合を自社制作で放送（第3-5戦の広島ベンチリポーターは、RCCがHBC-JRN・STV-NRN向けの双方に派遣し、自社乗り込み分についてはシーズン中の割り振りに準じて第3戦はHBC向けと、第4・5戦はSTV向けと兼任。ただし解説者については第5戦でTBSの衣笠祥雄が出演）。広島開催の場合は2015年以降のシーズン中のネットの割り振りに準じ、第1・2戦は週末ナイターのため自社分をNRN扱いとして、対戦相手である日本ハムの地元・STVを含めたNRN系列局へネットし（在京局は第6戦のみQRがネット）、第6戦のJRN向けも制作したが、JRN向けが本線、NRN向けが裏送りとなった。なお、第1・2戦のJRN向けについては聴取率調査期間のためキー局のTBSラジオが広島に乗り込んで直接制作するが、広島側のリポーターのみRCCのアナウンサーが担当（テレビ中継やNRN向けとは別に派遣。日本ハム側はHBCのアナウンサーが自社向けと兼任）。また日本ハムの地元のJRN担当局のHBCは、全試合広島に乗り込み北海道向けに自社制作（『ファイターズナイター日本シリーズスペシャル』）するが、ホームゲームは自社ローカル分を別制作せずJRN向けと共用した。
  - 2017年は広島が優勝し、日本シリーズに進出した際に、ビジター開催の第1・2・6・7戦も乗り込み自社制作を予定し、radikoの週間番組表などに担当予定の解説者とアナウンサーも掲載していたが、クライマックスシリーズファイナルステージで敗退したため、日本シリーズはDeNA主管の第3 - 5戦のみ「RCCスポーツスペシャル」としてTBSラジオ（JRN）からのネット受けで放送した[81] が、試合展開に関係なく22:00までの放送とした。
  - 2018年は広島が日本シリーズに進出したことから、全試合放送するが、TBSラジオ・JRNの野球中継撤退に伴い広島主管分の1・2・6・7戦ではNRN全国中継を担当し、全て自社向け本線とすした。ソフトバンク主管の3 - 5戦もRKBの技術協力で県域ローカル向けに乗り込み自社制作を行うが、リポーターはKBC制作のNRN全国中継と兼務したため、在福局との関係にねじれが生じた。

## インターネット配信
RCCでは、ホーム戦に限り、公式サイトでラジオ中継と同一音声をインターネット配信していた（2009年までは無料。2010年～2015年は有料）が、2015年シーズン限りで配信終了した。
しかし、2016年5月27日のDeNA対広島（横浜スタジアム。解説：田尾安志、実況：洗川雄司 (LF)）はRCCのホームページにてインターネット配信を行った。当日はバラク・オバマアメリカ合衆国大統領(当時)が平和記念公園を訪れスピーチを行い、RCCラジオではオバマ大統領と安倍晋三内閣総理大臣のスピーチを生中継するため試合開始から放送することが出来なかった。さらに、前年9月でネットを打ち切っていたTBSラジオの『荻上チキ・Session-22』が、オバマ大統領広島訪問関連の内容で、RCCのスタジオからの放送となったことから同番組を臨時ネットした関係で、最大延長も22時までとされていた（『Canvas 〜キャンバス〜』を休止）。
尚、RCCでは、RCCテレビの中継がある日を中心に、一部のホーム戦は有料ライブ中継を行っている。

## 解説者

### レギュラー
- 安仁屋宗八（1998年 - 2004年、2006年 - 。2012年より『名誉解説者』の肩書で出演）
- 佐々岡真司（2008年 - 2014年、2023年 - 。2012年まではTBSテレビ・ラジオ兼任のためJRN向けのみ出演。2025年からは女子硬式野球クラブチーム・三次ブラックパールズのゼネラルマネージャー兼任）
- 山崎隆造（2012年 - 。2016年からJR西日本硬式野球部の臨時コーチを、2023年9月から崇徳高校総監督をいずれも非常勤で兼任）[注 14]
- 天谷宗一郎（2019年 - ）[注 15]
  - TBSラジオ兼任の解説者については、ナイターは原則としてJRN向けとなる月・火（2010年以降の土・日は一部カードのみ）のみの出演となっていた（水 - 金はテレビ中継かJRN各局への裏送り中継に出演）が、曜日ごとのネットワークの区分が緩いナイターオフ編成時の開幕カード・消化試合やデーゲームでは一部例外があった。TBSラジオが野球中継から撤退した2018年は、事実上DeNA主催の土・日曜ゲームのTBSラジオからの裏送りまたはTBSラジオ協力による自社制作と、交流戦での平日の西武主催のニッポン放送協力による自社制作に限定される形となり、これも2022年を最後に終了となった。また土・日曜デーゲームのRFラジオ日本協力による自社制作時は同局から解説者とリポーターが派遣されることがある。
  - RCC制作の中継には基本的に安仁屋・山崎・佐々岡・天谷が出演する。その他の解説者はRCCのテレビ中継がある時など、解説者が足りない時のみ出演する。また2019年は、裏送り中継での安仁屋の出演が減少し、2020年以降の裏送りは、山崎・天谷に2023年に復帰した佐々岡とビジター地元局（主に対中日戦でのCBCラジオ）の解説者のみが出演していたが、2025年8月2日（土曜日）の対中日戦では、久々に安仁屋がニッポン放送・MBSラジオ〈本番カードはニッポン放送制作のヤクルト対阪神戦〉の第1予備カードを兼ねたCBCラジオ向けの裏送りに出演する予定（自社と東海ラジオの局間ネット分〈NRN第1予備予備扱い NRN本番カードは文化放送から朝日放送ラジオ・山口放送に裏送りのヤクルト対阪神戦〉は、佐々岡が出演予定）。
  - 最低限の人数で賄っているためか、ホームゲームの地上波テレビ中継での2人解説が相当数あるCBCテレビ・毎日放送・RKB毎日放送・北海道放送と異なり、テレビ・ラジオともに2人以上での解説は、RCCによるイベント企画がテレビ・ラジオ番組および球場内で行われるオープン戦最終戦の『鯉祭り』や、優勝決定試合、テレビで新井貴浩やその他TBSテレビおよび系列局の解説者（加藤伸一・岩本勉・建山義紀[82]など）が出演する時などで散発的に行われる程度である。現場復帰が相次いで自社の解説者が2人となった年は、テレビ中継が重なった場合を中心に裏送りとなるラインの解説者をビジター側の系列局からの派遣で賄ったり、場合によっては裏送り分の制作自体をビジター側系列局や在京キー局に委託することがあった。また、テレビ中継が全国放送となった場合には、テレビ中継の方の解説者をTBSテレビからの派遣で賄って対応する例もあり、この場合は広島OBの出演が皆無となることもあった。

### 過去の解説者
- 池田英俊（1975年 - 1979年、1985年 - 1986年）
- 上田利治（1970年）
- 大石清（1982年 - 1984年。TBSテレビ・ラジオ解説者兼）
- 大下剛史（1984年 - 1988年）
- 金山次郎（1962年 - 1983年）
- 川口和久（1999年 - 2010年・2015年 - 2022年、TBSテレビ〔2010年・2015年以降は衛星波のみ〕や、2018年からCBCラジオのDeNA対中日戦（2022年まで）、文化放送・ニッポン放送のRKBラジオ・HBCラジオ向け裏送り、DAZN（2019年まで）とJ SPORTSの広島戦にも出演。2017年まではTBSラジオ解説者。2008年からはTBSテレビ・ラジオからの派遣扱いで、2015年の解説復帰後は在京球団〔2018年以降は主にDeNA〕主催ゲームのTBSラジオからの裏送りや、TBSラジオ・ニッポン放送・文化放送のいずれかの協力によるRCC自社制作時に出演[注 16]。2023年にDeNA主催ゲームの裏送りのTBS担当分がRFへ移管されたため、RCCの中継への出演は事実上終了となった）
- 衣笠祥雄（1988年 - 2018年途中、TBSテレビ・ラジオ解説者兼。2007年まではRCC公式サイトに名前があったが、末期はTBSからの派遣扱いであった）
- 木下富雄（1994年 - 1999年、2006年 - 2011年）
- 正垣宏倫（1981年 - 不明）
- 外木場義郎（2000年 - 2005年）
- 高橋建（2011年 - 2015年）
- 高橋里志（1987年 - 1997年）
- 達川光男（2016年。フジテレビ解説者。本数契約で出演[83][84]）
- 津田一男（1959年 - 1975年。中国新聞記者・役員）
- 土屋雅敬（旧名：五郎・伍郎）（1958年 - 不明）
- 笘篠賢治（2005年。文化放送からの出向解説・ローカルのテレビ中継とNRN向けのみ登場、フジテレビONE解説者兼。現在も週末の文化放送制作のビジターゲーム中継に出演することがある）
- 西田真二（1996年 - 1998年、原則JRN向けのみ出演）
- 西山秀二（2018年途中 - 2021年、アール・エフ・ラジオ日本（RF）からの派遣扱いで、在京球団〔主に巨人・ロッテ〕主催ゲームのRFからの裏送りや、RF協力によるRCC自社制作時に出演）
- 二宮清純（ゲスト解説、年1回程度。2010年代以降は本番組が出演していない一方、RCCテレビでは『E TOWN・SPORTS』に不定期出演あり）
- 長谷川良平（1971年 - 1972年[注 17]・1975年 - 1995年）
- 原伸次（2004年。2014年はテレビ新広島『TSSスーパーニュース』スポーツコメンテーターを務めた）
- 廣瀬純（2017年）
- 道原裕幸（2005年 - 2006年）
- 三村敏之（1999年 - 2003年、2006年 - 2007年）
- 山本一義（1989年 - 1993年、2004年 - 2005年）
- 横山竜士（2015年 - 2019年）
- 横溝桂（1974年 - 1977年）

## 実況アナウンサー・リポーター
- 一柳信行
- 石橋真
- 坂上俊次
- 石田充
- 伊東平（ベンチリポートでは2016年9月24日の対ヤクルト戦にて初登場、2017年9月29日の同カードで初実況）
- 長谷川努（2018年6月以降はベンチリポート担当のみ）
- 稲垣貴大（2025年6月19日の対ヤクルト戦のベンチリポートで初登場）

### 備考
- 石橋は2024年4月からは『まるっと日常ワイド えんまん。』の月曜日・火曜日を担当しているため、該当曜日のプロ野球中継には原則として出演していない。また、2010年4月～2014年3月まで『バリシャキNOW』の金曜日を担当していたため、金曜日は原則プロ野球中継に出演しなかったが，「広島対巨人」など、ラジオのJRN・NRN向け中継とテレビ中継をRCCが同日に制作する場合、人員の都合上、本番組終了後にマツダスタジアムへ移動して、NRN向け（自社向け）の中継のカープ側リポーターを担当することがあった（当時はJRN向けとテレビ中継を同一アナウンサーが兼務していた）。
- 坂上は、2015年4月より『E TOWN・SPORTS』のメインキャスターをしているため、原則として土曜日には出演していない。ただし同番組の休止時にRCCがテレビ中継を行う場合は、テレビ中継の実況を担当する場合がある。また、2020年春の改編で「E TOWN・SPORTS」は月1回の放送になっている。
- 伊東は2017年度のクッション番組『Veryカープ!バッチコイする応援団』の水曜日担当となるため、原則として水曜日の中継本編には出演しないが、テレビ中継とJRN・NRN両系列の全国中継本番カードが重なった場合などに『バッチコイする応援団』を代役が担当してリポーターに回る場合もある（2017年7月5日の『広島対巨人』JRN裏送り分など）。また、2017年時点の中継本編ではベンチリポートのみで実況は担当しなかったため、公式サイトでは実況アナウンサーではなく『バッチコイする応援団』の方の出演者として紹介されていた。各局から若手アナウンサーが派遣されるニッポン放送制作・NRNネットの2017年フレッシュオールスターゲームで初めて実況し、RCCラジオ自社制作分では9月28日『広島対ヤクルト』が初実況予定だったが試合は雨天中止。翌29日の同カードで改めて初実況を担当した（解説は安仁屋）。これに伴い、2018年からは公式サイトで実況アナウンサーとしても紹介されている。
- 長谷川は1990年代中頃から2014年12月までは報道制作局スポーツ部所属のアナウンサーとして中継を担当。2015年1月のアナウンス部復帰・アナウンス部長就任後もスポーツアナウンサー・リポート・実況を担当していたが、管理職業務に専念するため、2018年5月いっぱいで実況からは勇退[注 18]。以降は系列局向けの二重制作等で人手を要する場合に限りベンチリポートを務めるが、本番組そのものではなく二重制作実施時の裏送りの方[85]に廻ることが多くなり、小宅が本格的にベンチリポートとして参加した2022年は事実上中継から離れていたが、同年8月11日（木曜）の広島対ヤクルト戦（NRN全国ネット本番。解説：山崎、実況：一柳）では久々に自社本番でベンチリポートを務めた他、17日（水曜）の対中日戦ではテレビ（解説：安仁屋、実況：伊東）とラジオのSFとの局間ネット分（解説：天谷、実況：坂上）でのベンチリポートを兼務した（CBC向け裏送りは解説：山崎、実況：石田、リポート：小宅のメンバーで放送）。一方で2021年度の週末に放送された関連番組「カープのUlala!」へは、他のスポーツアナウンサー共々出演することがあった。
- JRNナイターの全国配信廃止後は、ラジオのJRN系列局向け裏送り中継・NRN系列局向け自社本番中継・テレビ中継を同日に制作する場合、テレビ中継のリポーターはラジオの自社向け本線のリポーターが担当するため、必ずしもJRN系列局向け中継のリポーターが担当するとは限らなくなり、ナイター時を中心にNRN系列局向け中継のアナウンサーが兼務する事例が発生している。
  - 一例として、2022年6月1日（水曜日）は、STVラジオとの局間ネット中継（解説：解説：安仁屋、実況：石田）のリポートを担当した一柳が、テレビ中継（解説：建山義紀・天谷、実況：坂上、日本ハム側リポーター：渕上紘行〈HBC〉）[86]の広島側リポーターを兼務した（HBCラジオ向けの裏送り分は解説：山崎、実況：伊東、リポーター：小宅が担当）。
- NRN向けと非NRN向けを二重制作した場合は、かつてはネットワークに応じた音源を各キー局に提供していたが、JRNナイター廃止後はネットワークにかかわらず自社で本番中継として放送したものを各キー局に提供することが多い。このため、『ショウアップナイタープレイボール』でJRN系列局との局間ネット分の、『サンデーモーニング』の『週刊御意見番』でNRN系列局との局間ネット分の実況が放送されたことがある。

### 過去の実況アナウンサー・リポーター
- 青山高治
- 池田秀昭
- 上野隆紘（広島が球団史上初のセ・リーグ優勝を決めた1975年10月12日の「巨人対広島」を後楽園球場からの中継で実況）
- 沖繁義（移籍先の九州朝日放送でもスポーツアナウンサーとして活動しており、交流戦の「ソフトバンク対広島」のネット受けで登場することがある）
- 小宅世人（2021年10月9日の広島対巨人戦のベンチリポートで初登場。2023年3月26日の対ソフトバンクのオープン戦で初実況。2025年3月を以って退社し、4月より文化放送へ移籍。移籍後は同局制作の関東圏のビジターゲームの裏送りや局間ネット時の実況およびベンチリポートで登場することがある）
- 角井康
- 柏村武昭
- 川島宏治
- 小林康秀
- 桜井弘規
- 鈴木信宏
- 寺内優
- 橋本裕之
- 深山計（ニッポン放送への移籍後も、RCC向けの裏送り中継で実況を担当することがあった）
- 道盛浩（2010年度より月～木昼帯に移動した『バリシャキNOW』担当のため、主に金曜日～日曜日を担当していたが、2012年中盤以降は出演することなく降板）
- 室井清司
- 安田誠一
- 山中善和（RCCアナウンサー第1期生の1人で、開局翌日の1952年10月2日に「広島対大洋」ダブルヘッダーの中継で実況）
- 山本昭
- 横山雄二

### 特記
ビジターの試合では原則として実況は開催地（ホームチーム側）の放送局のアナウンサーが担当し、RCC側はレポーターの配置のみ（セ・パ交流戦や消化試合など、試合によりない場合有り）であったが、例外として2011年5月31日・6月1日のセ・パ交流戦・楽天戦（Kスタ宮城）では「がんばろう!!日本」と題した応援企画中継を東北放送と共同実施し、RCCの一柳が1回を除く広島側（表）の攻撃の実況を担当した。詳細は後述。また、大洋→横浜のNRN独占、巨人のRF・JRN複占時代は、1980年代を中心に地方開催時や消化試合などでRCCがヤクルト・大洋→横浜主催試合を相当数乗り込み自社制作した年度もあった。
2020年以降は新型コロナウイルス感染対策のため、開幕カードを除いてビジターの試合へのアナウンサーの派遣を見合わせており、加えて2020年7月14日から10月1日は広島主催ゲームにおいても解説・実況の2名のみの体制とし、レポーターを配置しなかった（この間もビジターゲームについては裏送りも含めて現地局のレポーターの配置を継続）。同年10月6日 - 8日の対阪神3連戦（MBSにもネット）より広島主催ゲームへのレポーター配置を再開したが、出張費節減の観点もあり、それ以降も自社制作分以外では引き続きビジターの試合へのアナウンサーの派遣を原則休止している。